# Heksenkruid (heksen)

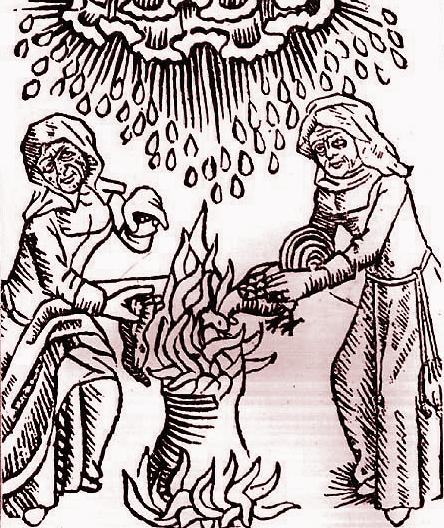
Heksen die heksenkruiden mengen in hun kookpot met het doel om regen en donder op te roepen, waarschijnlijk tijdens een periode van grote droogte, houtsnede uit 1489 van een onbekende kunstenaar

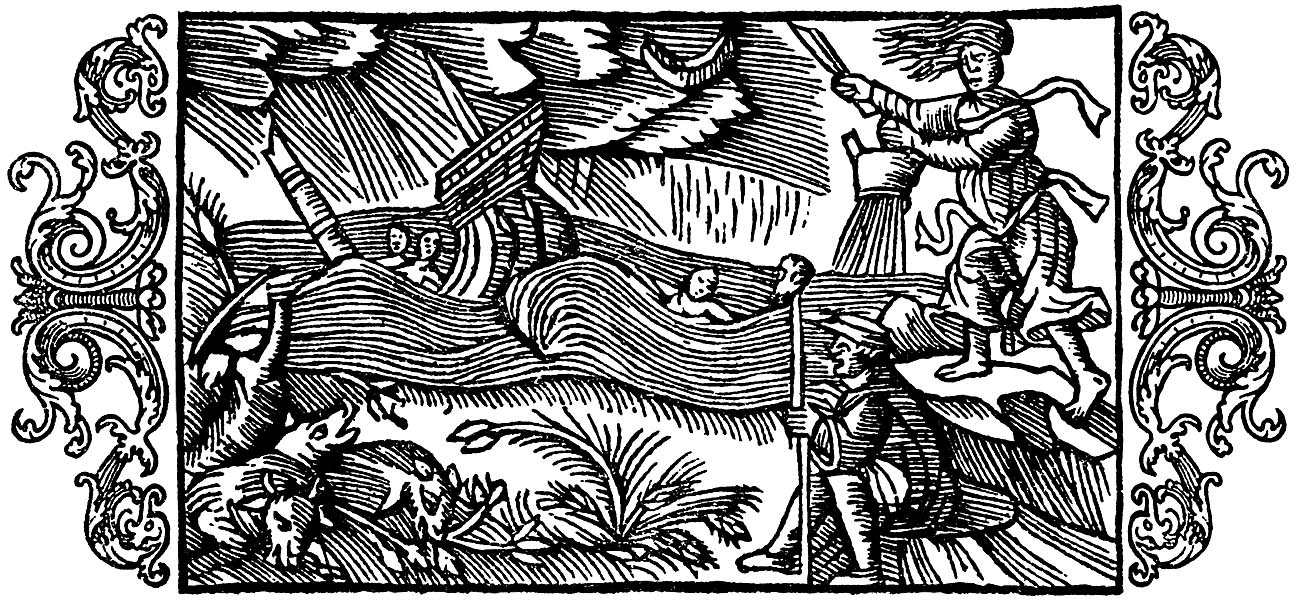
De heks veroorzaakt een heftige storm door haar pot met toverdrank in de zee te legen. Een schip wordt verwoest in de storm. Een man houdt de magische staf met een paardenkop vast. De magie veroorzaakt een donkere maan, Olaus Magnus, 1555

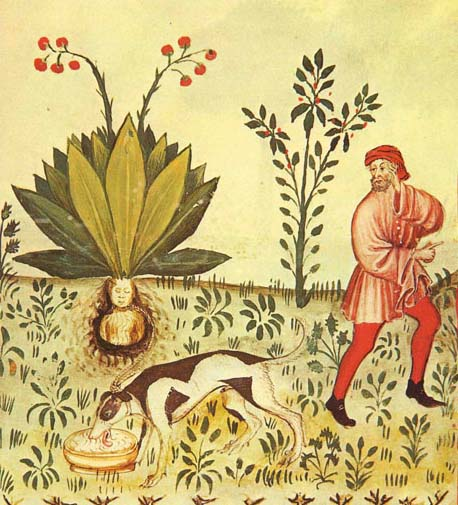
Alruin, Tacuinum Sanitatis, vijftiende eeuw

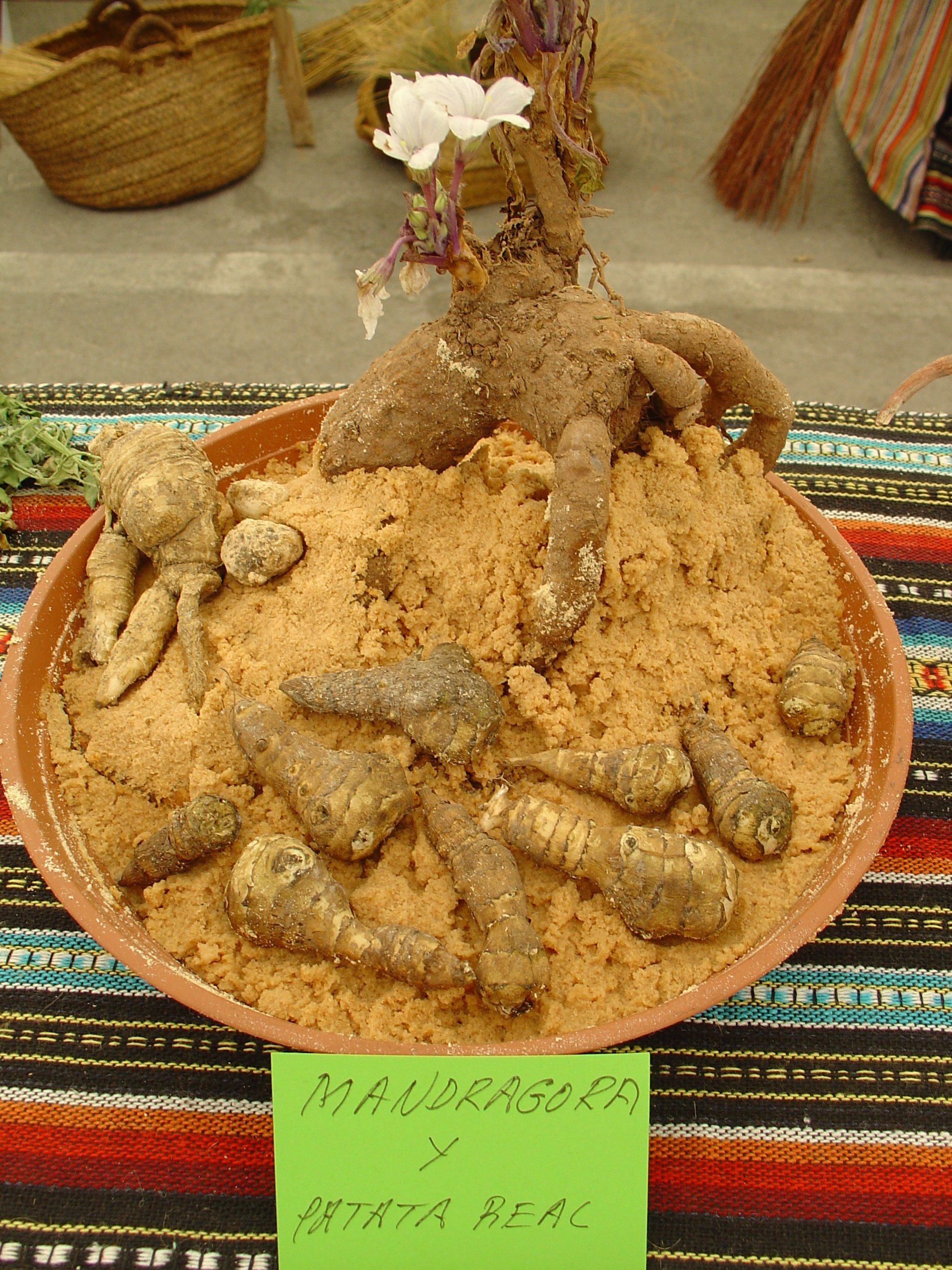
Alruinwortel op de markt in Murcia, Spanje

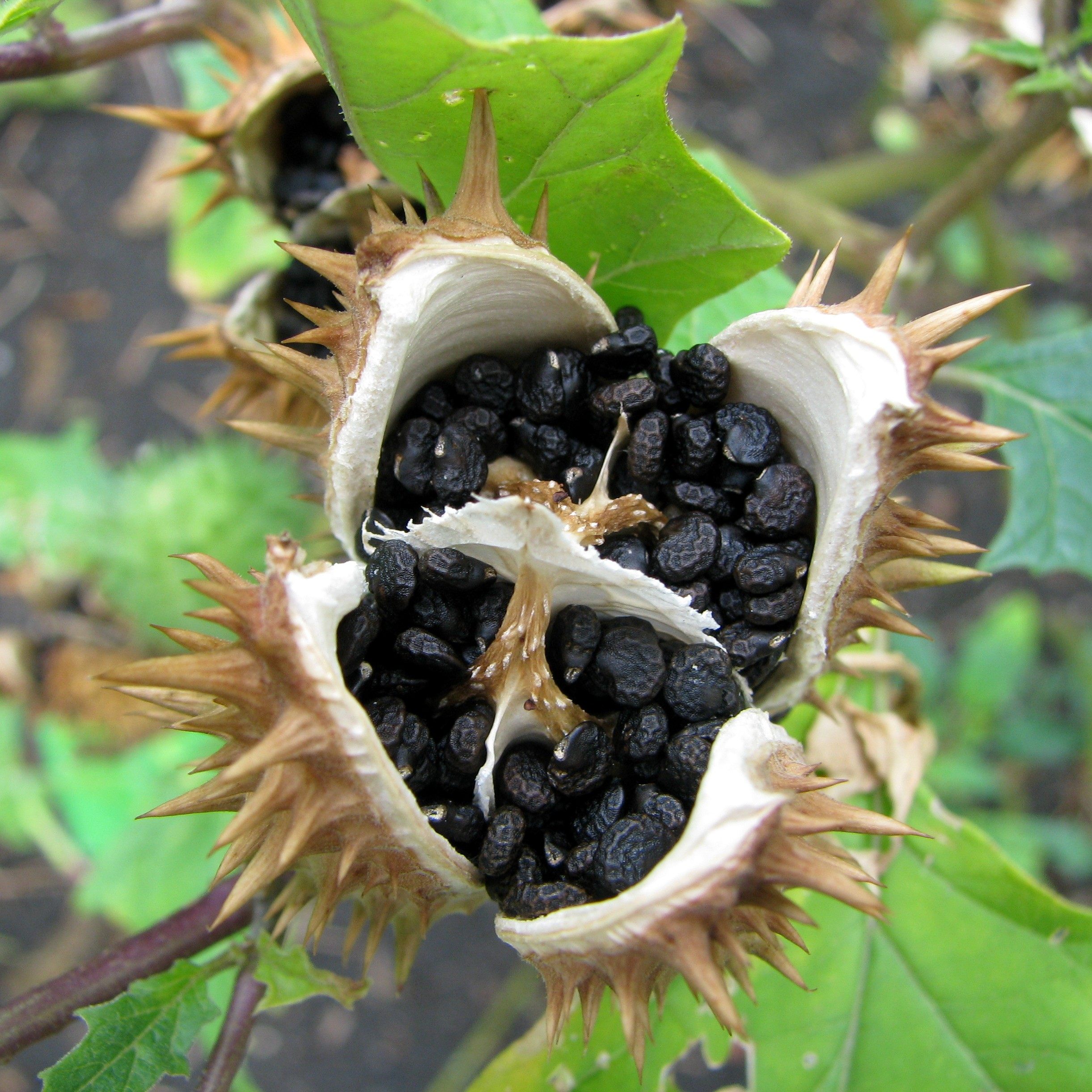
Vrucht met zaden van een doornappel

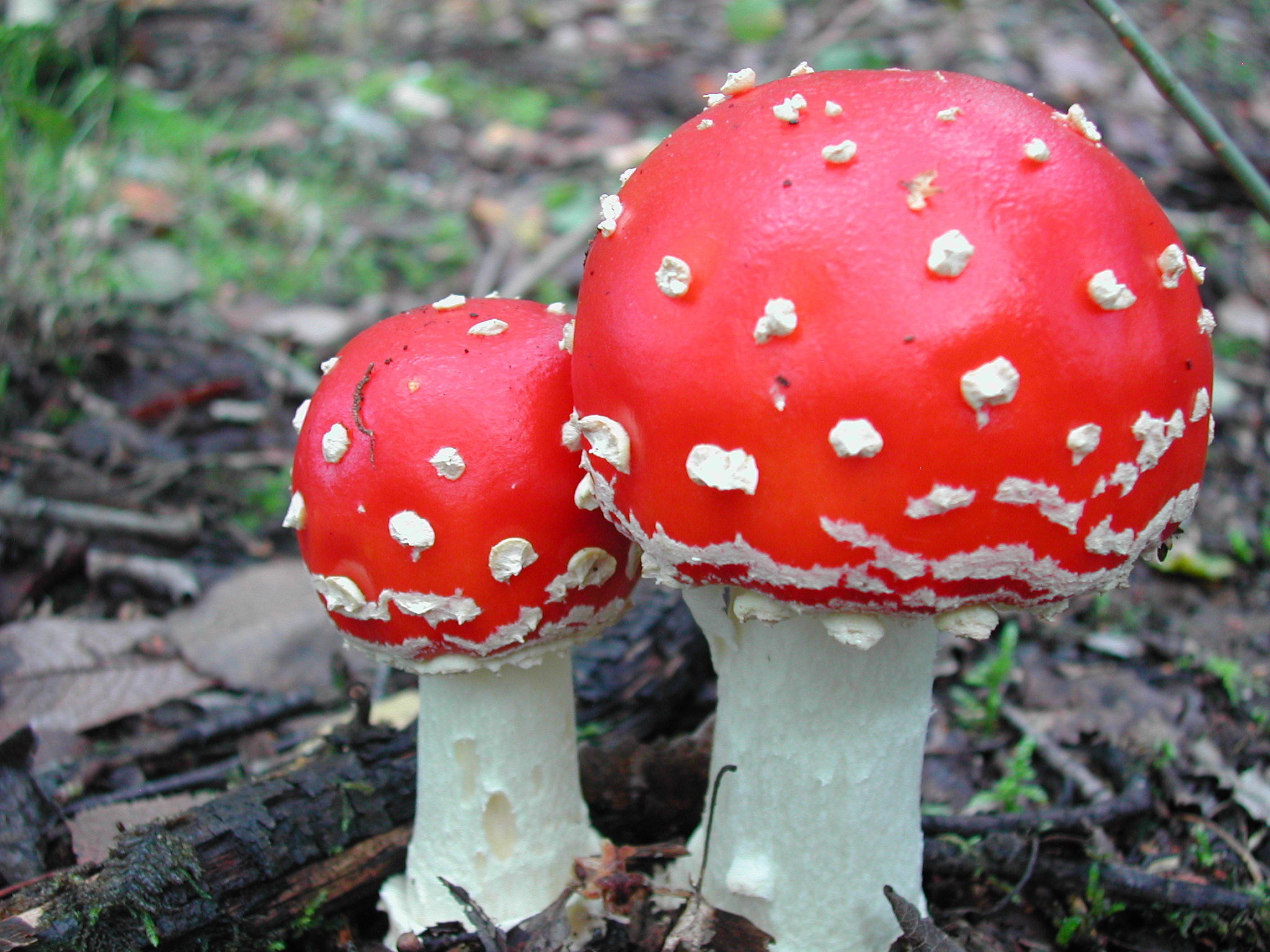
Vliegenzwammen

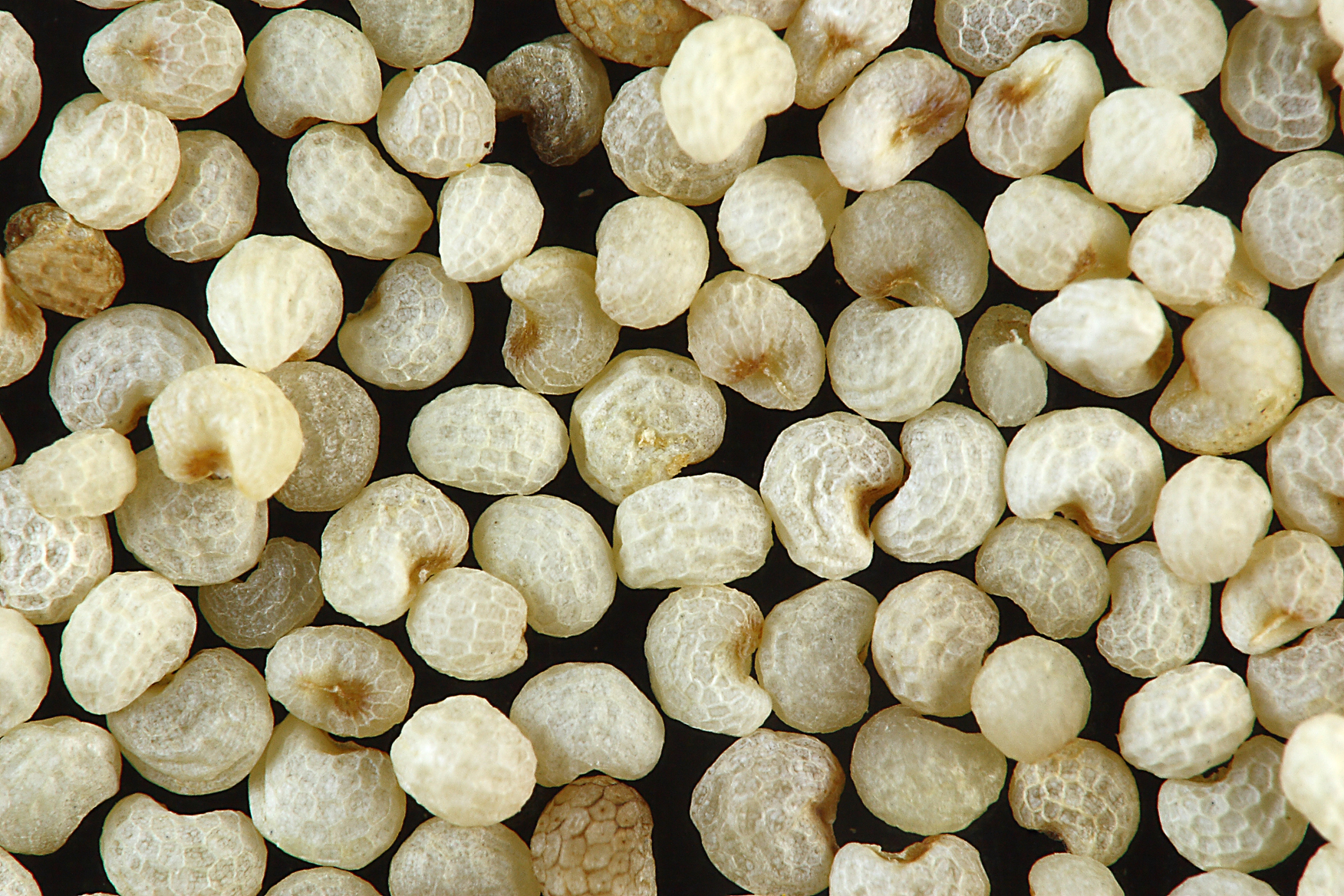
Maanzaad van een slaapbol

Een heksenkruid is een plant die volgens overleveringen veelvuldig is gebruikt door zogenaamde heksen en kruidenvrouwen vanwege een bepaalde werking. De heksenkruiden of delen daarvan bevatten stoffen met bepaalde hallucinogene, verdovende, geneeskrachtige, rustgevende of andere werking. De planten zijn vaak zeer giftig; vergiftigingsverschijnselen kunnen soms al optreden bij aanraking met de huid.
Stoffen die zoal voorkomen in deze planten, zijn glycosiden en alkaloïden (zoals scopolamine, atropine, apotropine, hyoscyamine, hyoscine, cuskhydrine, solandrine, digoxine, glitoxine, gitaline, bryonine, bryonidine en mandragorine).

## Gebruik
Heksenkruiden worden volgens een geheim recept gebruikt in heksenzalf. De zalf wordt toegepast op plaatsen waar de huid de substantie gemakkelijk absorberen kan, zoals het voorhoofd, de slapen, onder de oksels en in de liezen. Dit wordt ook "inbalsemen" genoemd. Heksenzalf wordt ook wel vliegzalf genoemd, verwijzend naar de trance waarin gebruikers zouden komen.
Er zijn ook planten die werden gebruikt om zich te beschermen tegen mogelijke gevaren als hekserij en betovering. Deze planten worden ook wel afweerkruiden genoemd. Zo zou kraamanijs (ingrediënten zijn o.a. anijs, valeriaan, kamille en steranijs) de jonge moeder in het kraambed bescherming bieden tegen boze geesten.

## Lijst van heksenkruiden
- Alruin (Mandragora officinarum)
De soortaanduiding officinarum houdt in dat de plant tijdens haar naamgeving op lijsten van planten met geneeskrachtige eigenschappen voorkwam. De plant heeft een verdovende en narcotische werking en kan hallucinaties veroorzaken. Hij is onder andere door de kruidenkunde bekend geworden uit de Harry Potterboeken.
- Amandelwolfsmelk (Euphorbia amygdaloides)
Vooral het melksap en de zaden zijn zeer giftig. Sap dat in de ogen komt, kan blindheid veroorzaken. Het werd gebruikt voor het verwijderen van wratten door de bijtende werking van het sap. Overigens zijn veel wolfsmelkgewassen meer of minder giftig.
- Bilzekruid (Hyoscyamus niger, ook wel "malwillempjeskruid" of "dolkruid" genoemd) bevat giftige, narcotische en bewustzijnsverruimende stoffen. Het werd gebruikt tegen astma en tot in de 17e eeuw werd ook bier met het zaad van bilzekruid versterkt. Ook werd de mond wel gespoeld met azijn en een aftreksel van bilzekruid tegen kiespijn. Verder werd het aan veroordeelden gegeven voor hun terechtstelling zodat ze "pijnloos" hun doodstraf konden ondergaan.
- Bitterzoet (Solanum dulcamara, onder veel andere namen ook wel "dolbessenhout", "alfrank" of "elfrank", "hoe-langer-hoe-liever", "klimmende nachtschade" en "kwalster" genoemd.)
De oude Egyptenaren gebruikten deze plant al; in de volksgeneeskunde werden drie handen gedroogde bladen, samen met 100 g lijnzaadmeel gekookt in een liter (rode) wijn, men liet dit met 100 g reuzel inkoken tot een papje dat werd toegepast bij steenpuisten. Een overdosis leidt onder andere tot verlies van spraak. In de farmacie wordt de plant voor diverse huidaandoeningen gebruikt.
- Doornappel (Datura stramonium)
Er zijn vele soorten, zoals Datura stramonium en Datura metel, die in de volkstaal ook wel "duzelappel" en "maankruid" worden genoemd.
De doornappel is zeer giftig en bewustzijnsverruimend. Het wordt in India en Zuid-Amerika als heilige plant beschouwd, waar sjamanen het gebruiken in rituelen als middel om achter de sluier van het materiële te kijken en als "voertuig" voor verre reizen door tijd en ruimte.
- Gewone duivenkervel (Fumaria officinalis)
Een aftreksel van de gedroogde plant is werkzaam tegen huidaandoeningen als eczeem en het werkt laxerend en eetlustopwekkend.
- Heggenrank (Bryonia dioica)
De plant wordt in fytotherapeutische geneesmiddelen gebruikt tegen allerlei soorten hoest. In vroeger tijden droegen meisjes in Duitsland bij feestelijke gelegenheden schijfjes van de wortel in hun schoenen, opdat ze daardoor naar de juiste man zouden worden geleid. De plant zou reuma kunnen genezen door de wortel te vullen met bloed van de patiënt en die wortel te begraven op een geheime plaats. De wortel werd ook vaak stiekem verkocht als alruin, waaraan grote toverkracht werd toegeschreven.
- Heksenkruid (geslacht) (Circaea is genoemd naar de tovenares Circe) uit de Griekse mythologie). Een oud volksgeloof wilde, dat wie in het bos heksenkruid tegenkwam, verdwaalde. Op de Munse hei bij Oss, waar heksenkruid in een kring groeit, zouden katten dansen[1]; (zie ook heksenkring en grafheuvel).
- Jakobskruiskruid (Senecio jacobaea)
Jakobskruiskruid zou door elfen gebruikt worden. In de zeventiende eeuw stelde John Aubrey vast dat men de stengels van deze plant kan laten vliegen met de toverwoorden 'Paard en Breidel'.
- Klaproos (geslacht Papaver)
Klaprozen worden ook wel "kollebloem" genoemd ("kol" = heks)).
Het ingedroogde witte melksap van deze plant bevat een aantal alkaloïden, onder ander codeïne en morfine. Hiertoe behoren:
  - de slaapbol of bolpapaver (Papaver somniferum (Somniferum betekent "slaap brengend"). De slaapbol levert opium. Het blauwmaanzaad bevat geen of slechts sporen van de actieve stoffen en kan dus veilig gegeten worden.
- Kerstroos (Helleborus niger). De kerstroos behoort tot de nieskruiden.
Alle delen zijn giftig voor de mens. Helleborus is afkomstig van het Griekse "hellein" (doden) en "bora" (voedsel) en betekent "dodelijk voedsel".[bron?] In Griekse mythen is het verbonden met de Maenaden en andere wilde vrouwen die naakt en in trance ronddoolden (zoals de priesteressen van Dionysos, god van wijn en extase), "helleborine" en "helleboreine" worden in geneeskunde gebruikt als braakmiddel of bij hartritmestoornissen. Door de Grieken werd het wortelpoeder gebruikt bij krankzinnigheid en aanvallen van epilepsie. Laxeermiddelen bevatten nog weleens bestanddelen van de wortel van het nieskruid.
- Madeliefje (Bellis perennis)
Het madeliefje is een zonnesymbool, net als Sint-Janskruid.
- Maretak (Viscum album, ook bekend als "vogellijm", "mistel" of "mistletoe")
Het eten van de bessen van de maretak kan bij de mens tot epileptische verschijnselen leiden. Het hout doodde in de noordse mythologie de god Baldr, en de tranen van Frigg werden de bessen die Baldr weer tot leven brachten. In de tijd van het christendom kreeg de plant de naam maren (heksen, spoken en nachtmerries) buiten te houden. De maretak wordt boven deuren gehangen.
Voor het vangen van de hazelworm bezoekt men een met maretak begroeide hazelaar van minstens 35 jaar oud, waarvan de blaadjes gaten bevatten die door de hazelworm zouden zijn aangebracht. Na het noemen van een spreuk moest men het dier nog uitgraven en bestrooien met bijvoet, waarna het dier weerloos werd en niet meer zou kunnen vluchten.
- Gele monnikskap (Aconitum vulparia, ook wel "duivelsknol" of "wolfswortel" genoemd)
De gele monnikskap wordt genoemd in de Heksenwet. Volgens de Germaanse mythologie is de gele monnikskap uit bloed het van Fenris ontstaan ("Thorhoed"). De gele monnikskap wordt in verband gebracht met Hekate, Medea en het speeksel van Kerberos, de hellehond die volgens de Griekse mythologie de toegang tot de onderwereld bewaakte). Het kauwen op bladeren leidt tot hallucinaties. Het gif trekt ook door de huid en enkele druppels zijn voldoende om vergiftigingsverschijnselen te krijgen. Waarschijnlijk werd de monnikskap gebruikt door de Galliërs bij het bereiden van pijlgif.
- Nagelkruid (geslacht Geum)
In de Middeleeuwen werd geel nagelkruid "het gezegende kruid" genoemd, zo stelt de Hortus Sanitatis uit 1491: "waar de wortel hiervan in een huis bewaard wordt, kan de satan niets uitrichten", en "als een man dit kruid draagt, kan geen giftig beest hem deren".
- Sint-Janskruid (Hypericum perforatum)
Sint-Janskruid is een zonnesymbool, net als het madeliefje. Sint-Janskuid komt meestal rond de zomerzonnewende in bloei; 24 juni is de kerkelijke feestdag van Johannes de Doper.
- Slaapmutsje (Eschscholzia californica)
Het slaapmutsje werkt bij het roken ervan pijnstillend en werd door indianen gebruikt als medicijn.
- Sleutelbloem (geslacht Primula)
Sleutelbloemen maken het onzichtbare zichtbaar. De bloemen worden wel gebruikt in "thee".
- Stinkende gouwe (Chelidonium majus)
Stinkende gouwe werd gebruikt in zalven. Het gele sap werd gebruikt op wratten. Als men op de bladeren kokend water giet en laat intrekken, en men zich daarna tweemaal daags met dit goedje wast, zou de lichaamsbeharing sterk afnemen.
- Vingerhoedskruid (Digitalis purpurea, ook wel "pijpenkop", "poppenschoentje", "Judasbeurs" en "slangenbloem".)
Elfen dragen de vingerhoed als hoofddeksel.
- Vliegenzwam (Amanita muscaria)
De vliegenzwam wordt gegeten en gerookt en kan hallucinaties veroorzaken. Vliegenzwammen bevatten muscimol, muscazone en iboteenzuur, en het giftige muscarine. Als de zwammen gedroogd worden, verdwijnt dit en atropine gaat het effect hiervan tegen. De "heilige zwam" wordt gebruikt bij veel volkeren, van Siberië en Mexico tot Borneo.
- Wolfskers (Atropa belladonna, ook wel "belladonna", "slaapbes", "duivelskruid" of "tovenaarsnachtschade" genoemd)
De wolfskers is uiterst giftig. In de Renaissance werd het als cosmetisch middel gebruikt om mooie grote pupillen te krijgen. In de negentiende eeuw werden extracten gebruikt als medicijn. Atropa verwijst naar Atropos (de onontkoombare, zij die de levensdraad doorknipt, een van de schikgodinnen). Aanraking van de bessen of andere plantendelen zou al kunnen leiden tot vergiftigingsverschijnselen. Wolfskers bevat atropine en kan visioenen opwekken die vergelijkbaar zijn met die van doornappel.

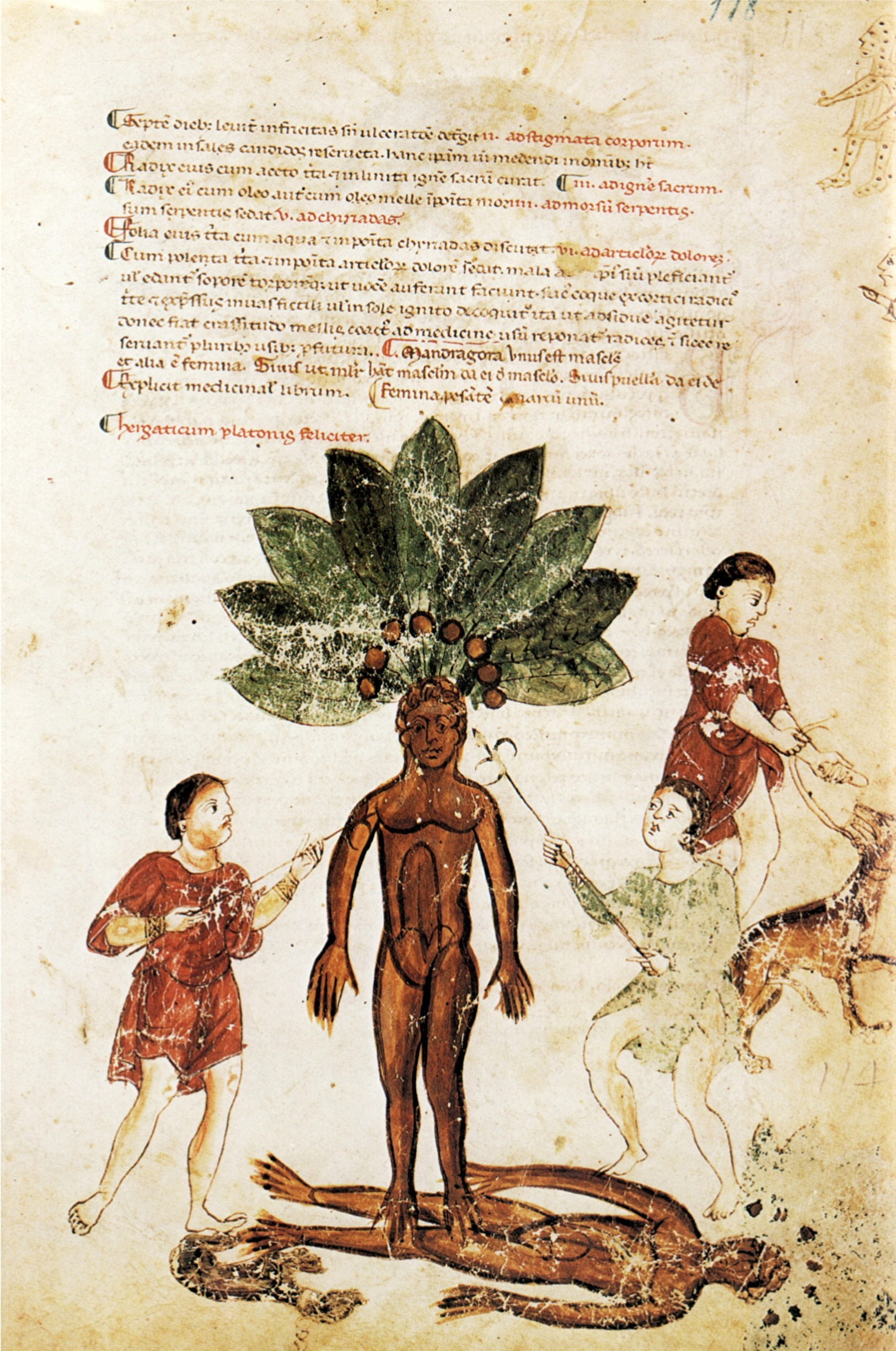
"Medicina antiqua", dertiende eeuw, tekst beschrijft medicinale toepassing van alruin
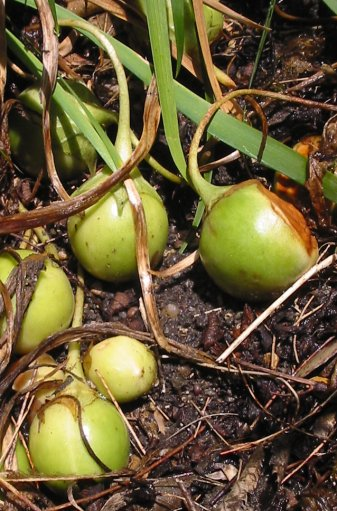
Alruin (Mandragora officinale), vrucht
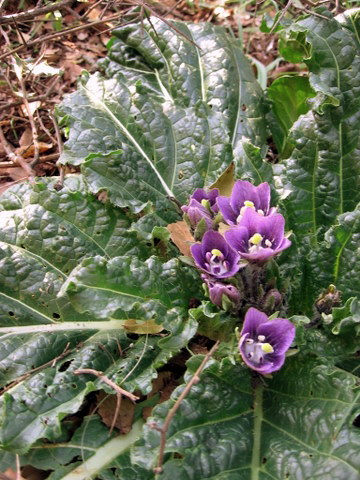
Alruin
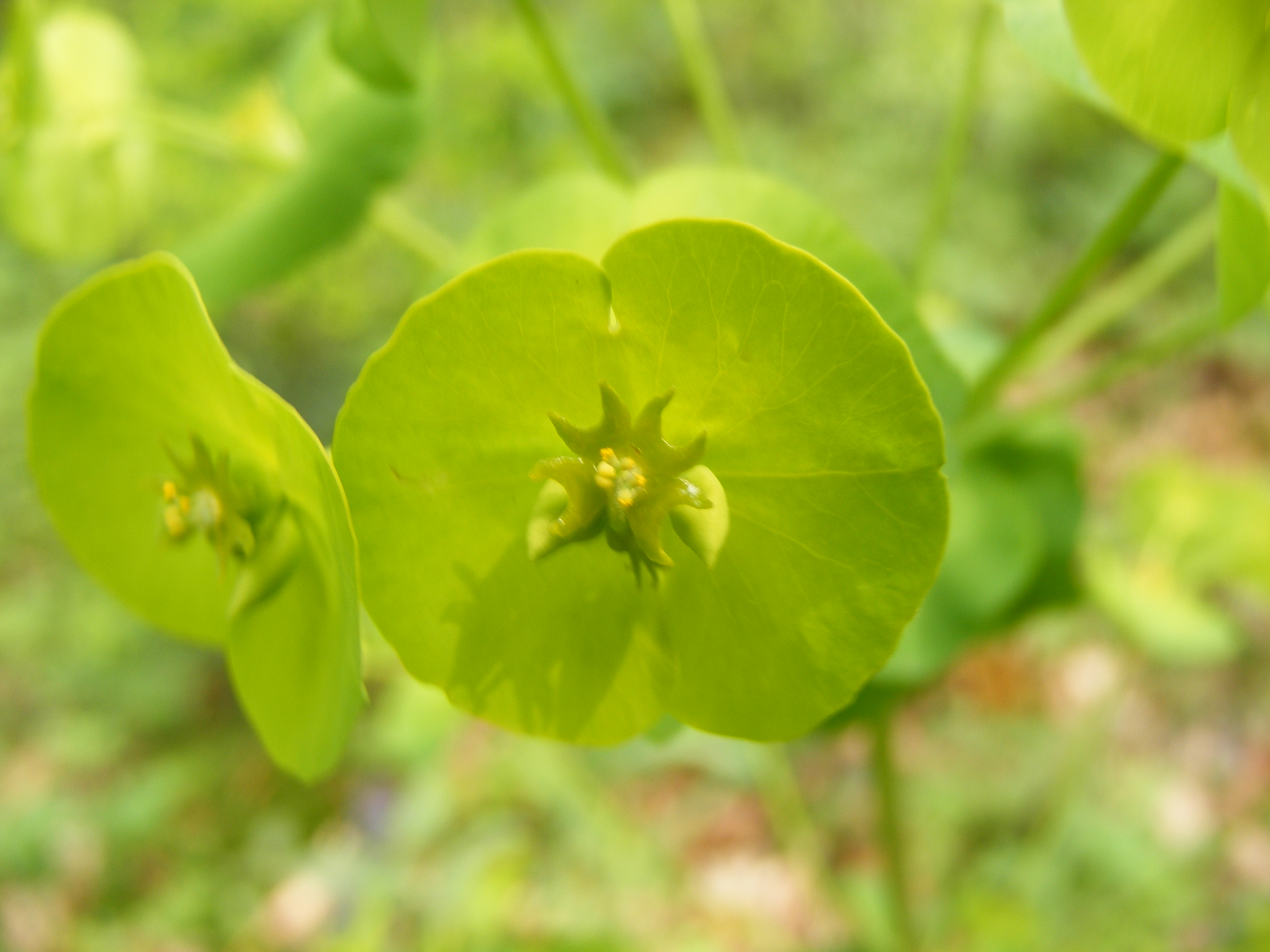
Amandelwolfsmelk (Euphorbia amygdaloides)
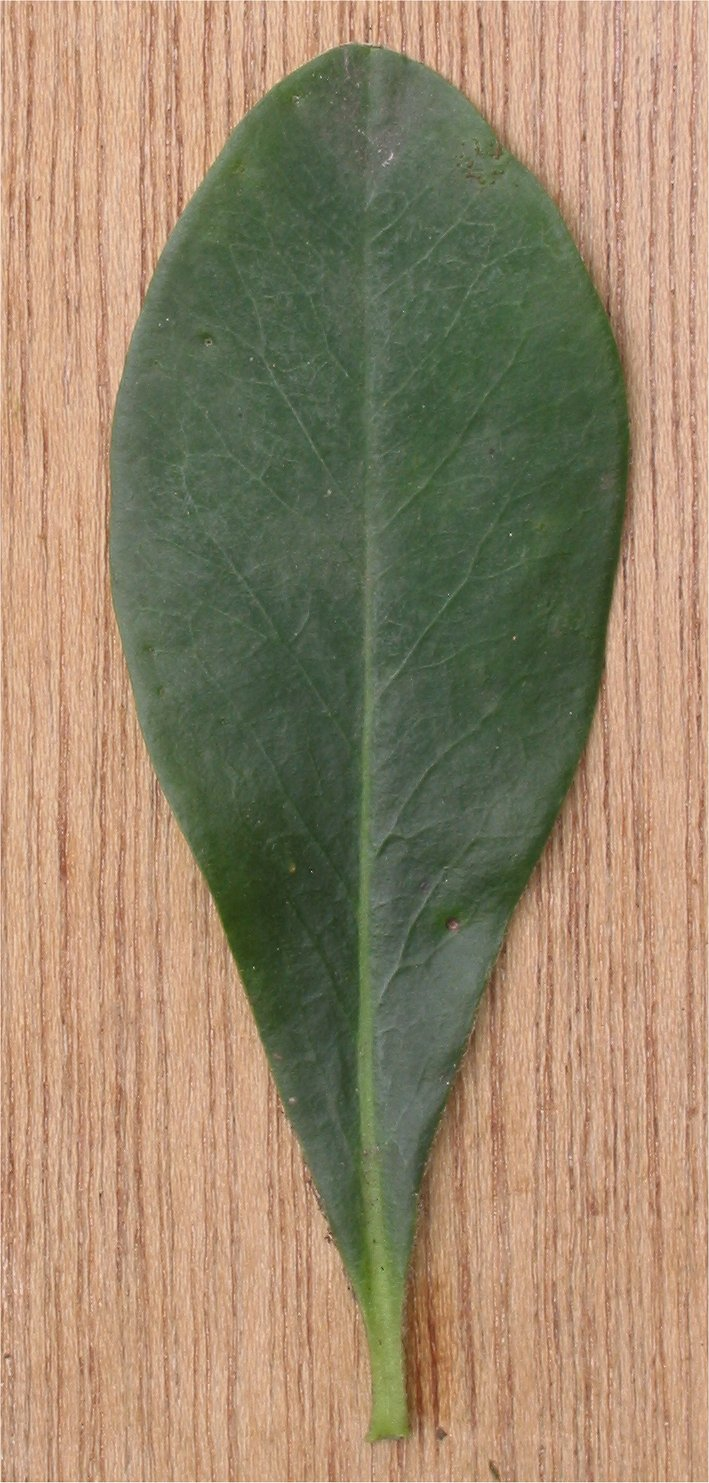
Amandelwolfsmelk
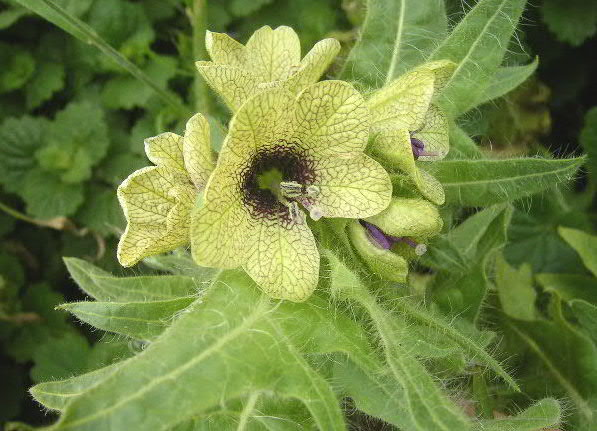
Bilzekruid (Hyoscyamus niger)
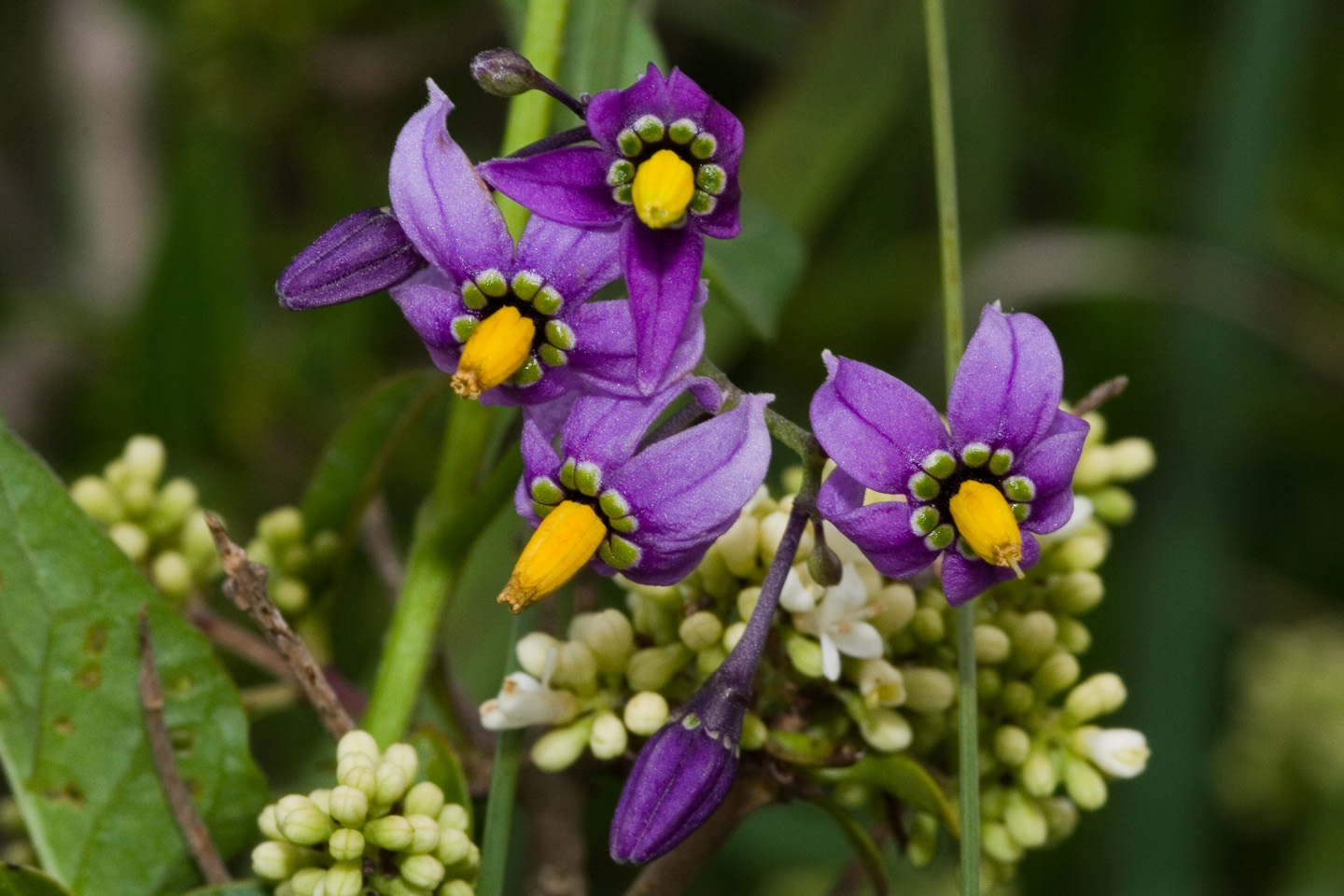
Bitterzoet (Solanum dulcamara)
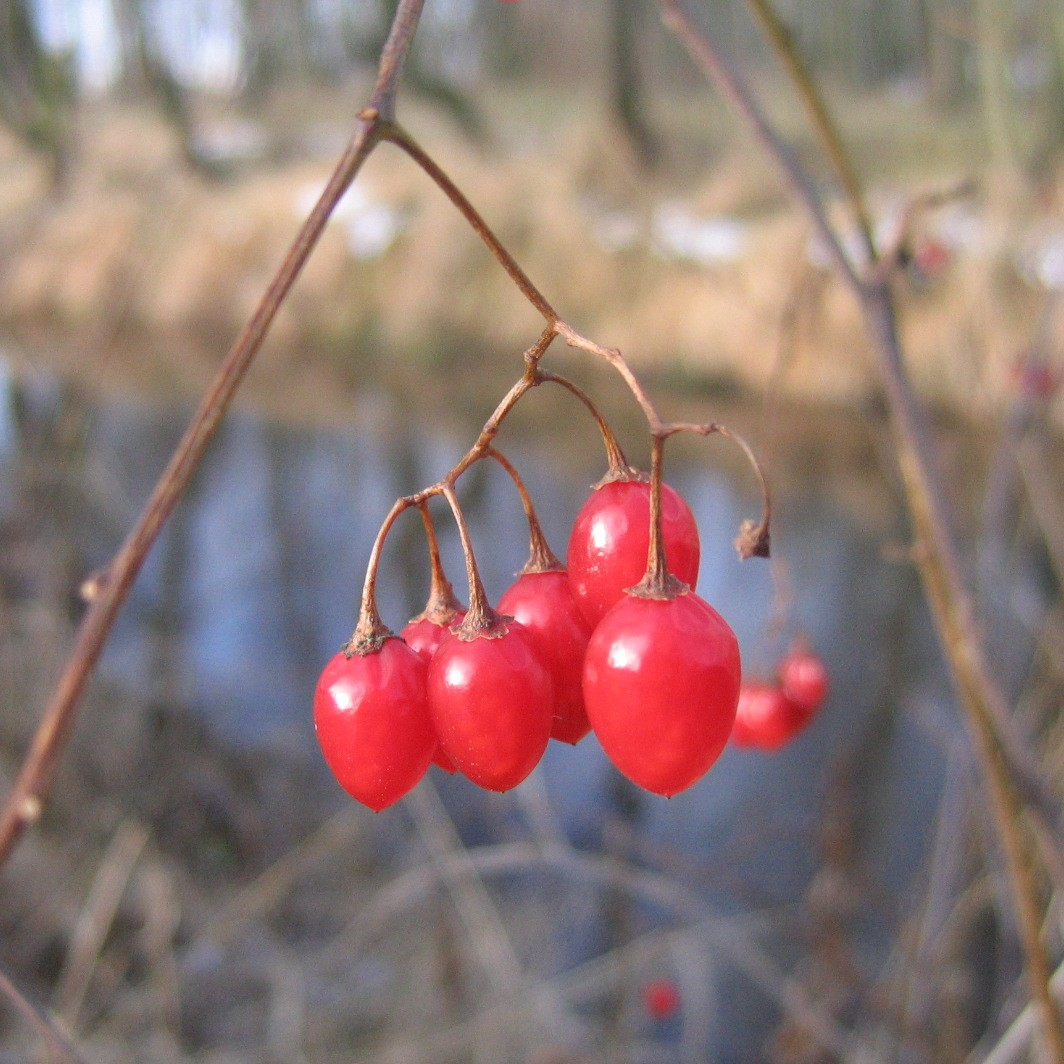
Bitterzoet, vrucht
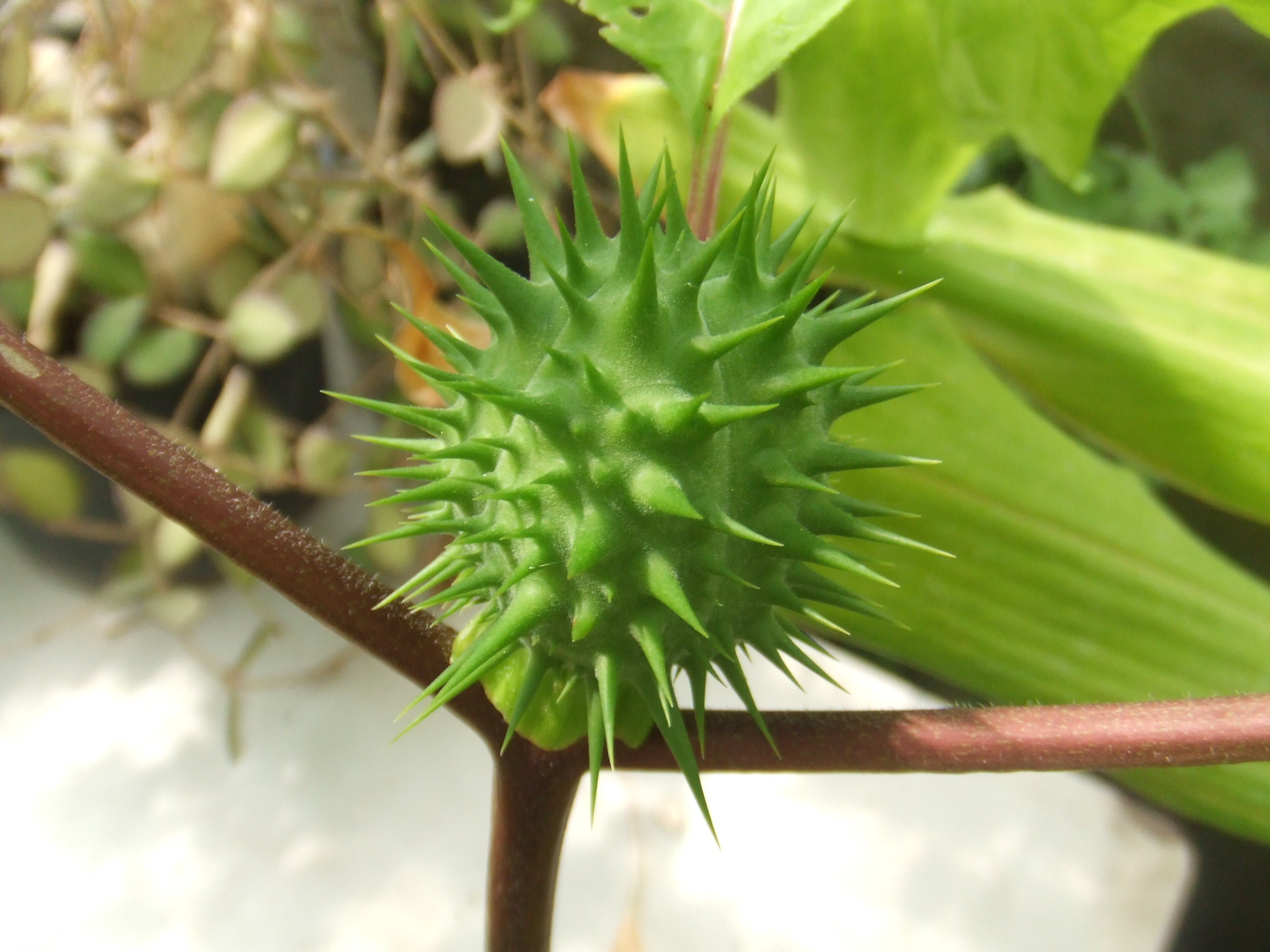
Doornappel, vrucht
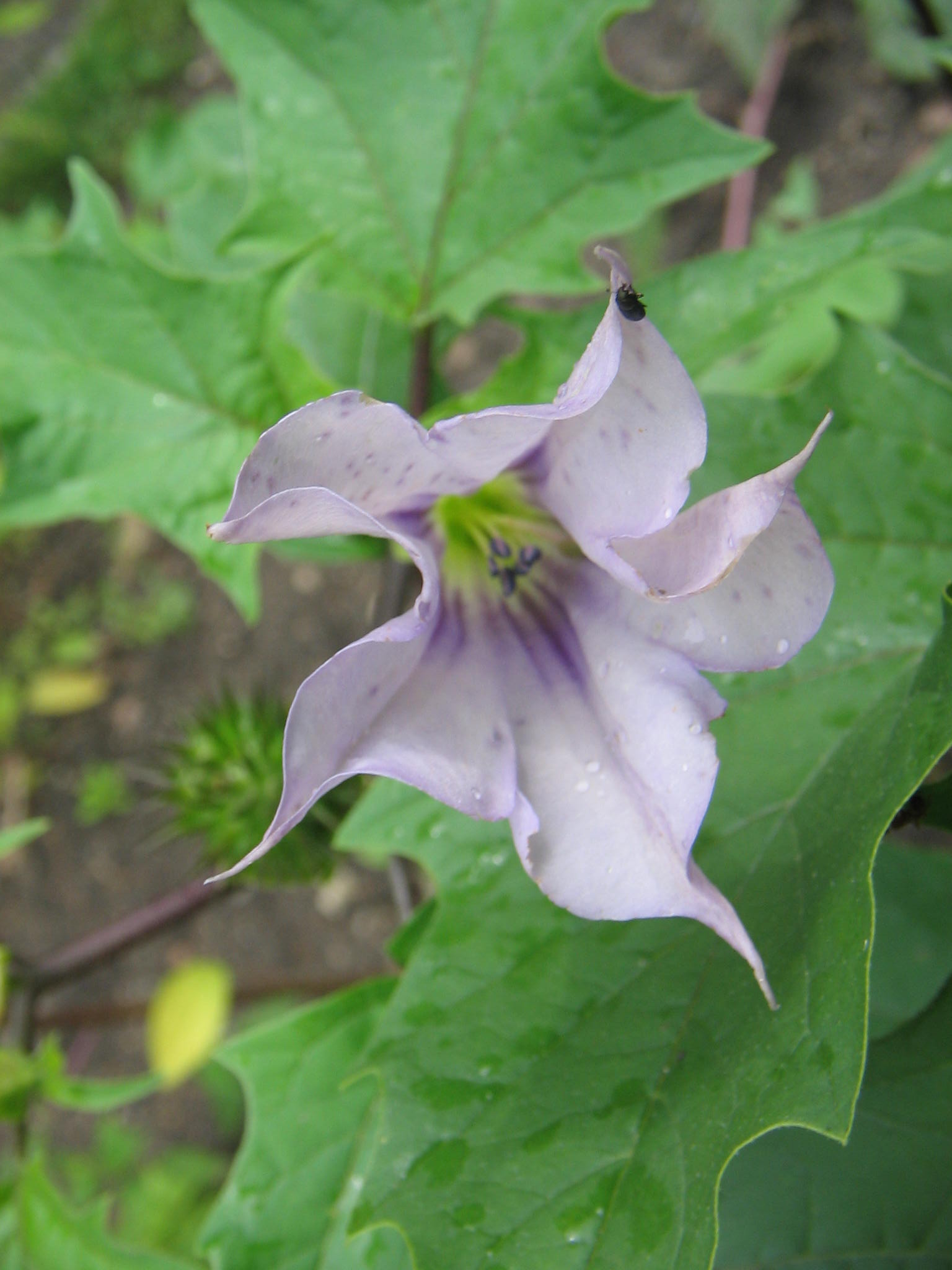
Doornappel (Datura stramonium)
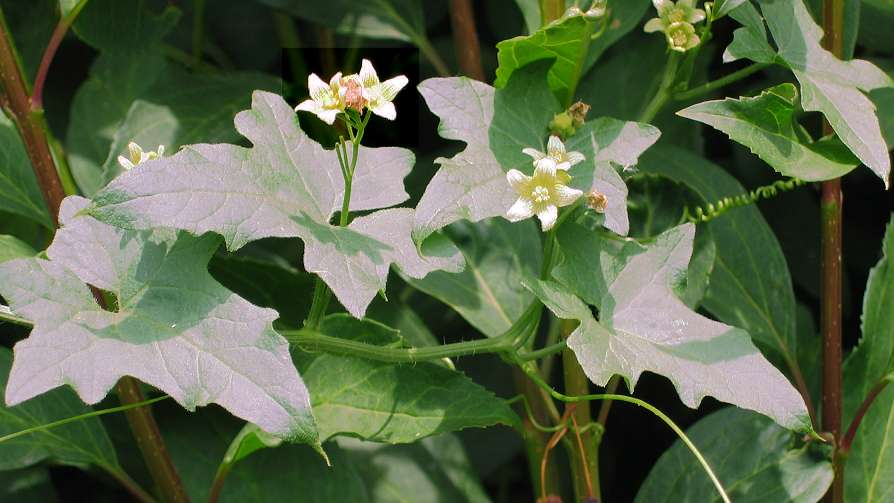
Heggenrank (Bryonia dioica)
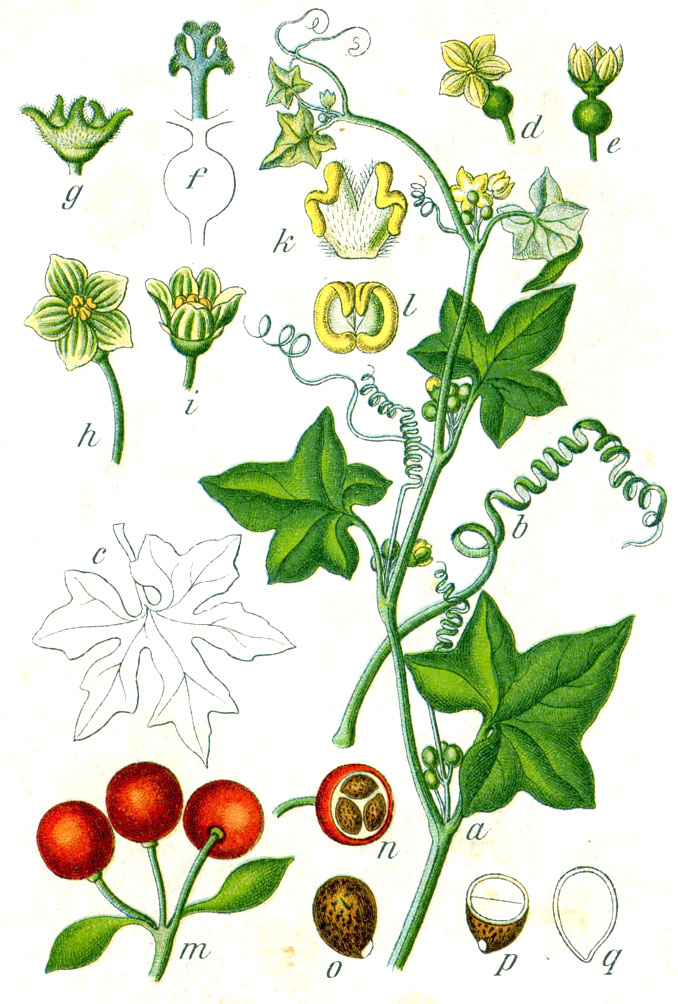
Heggenrank
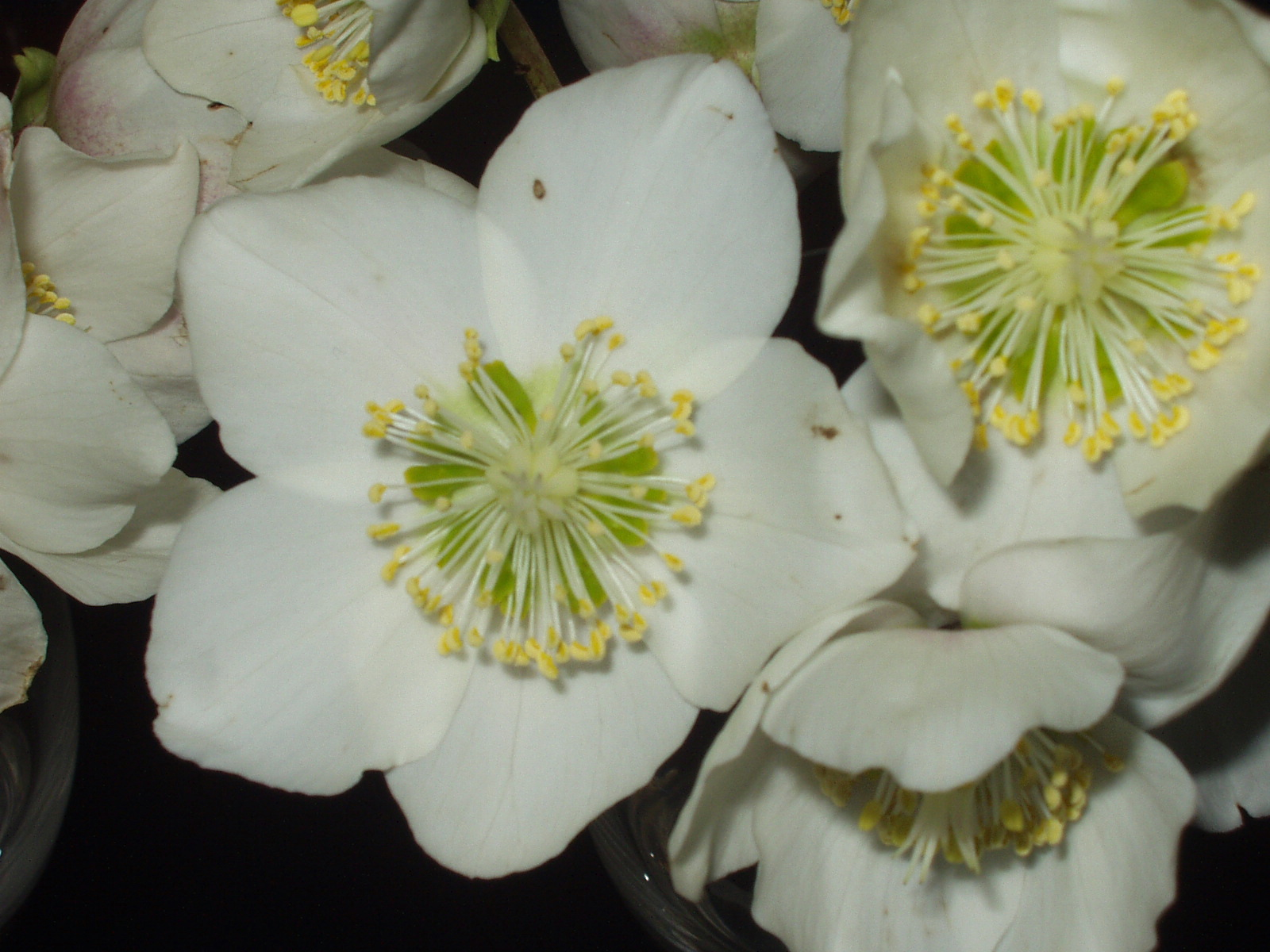
Kerstroos (Helleborus)
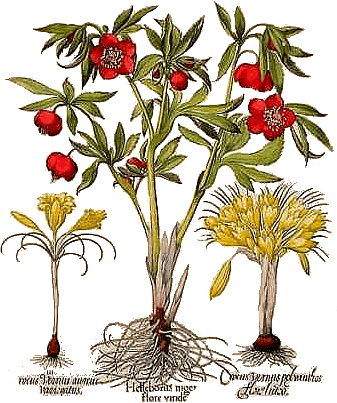
Kerstroos
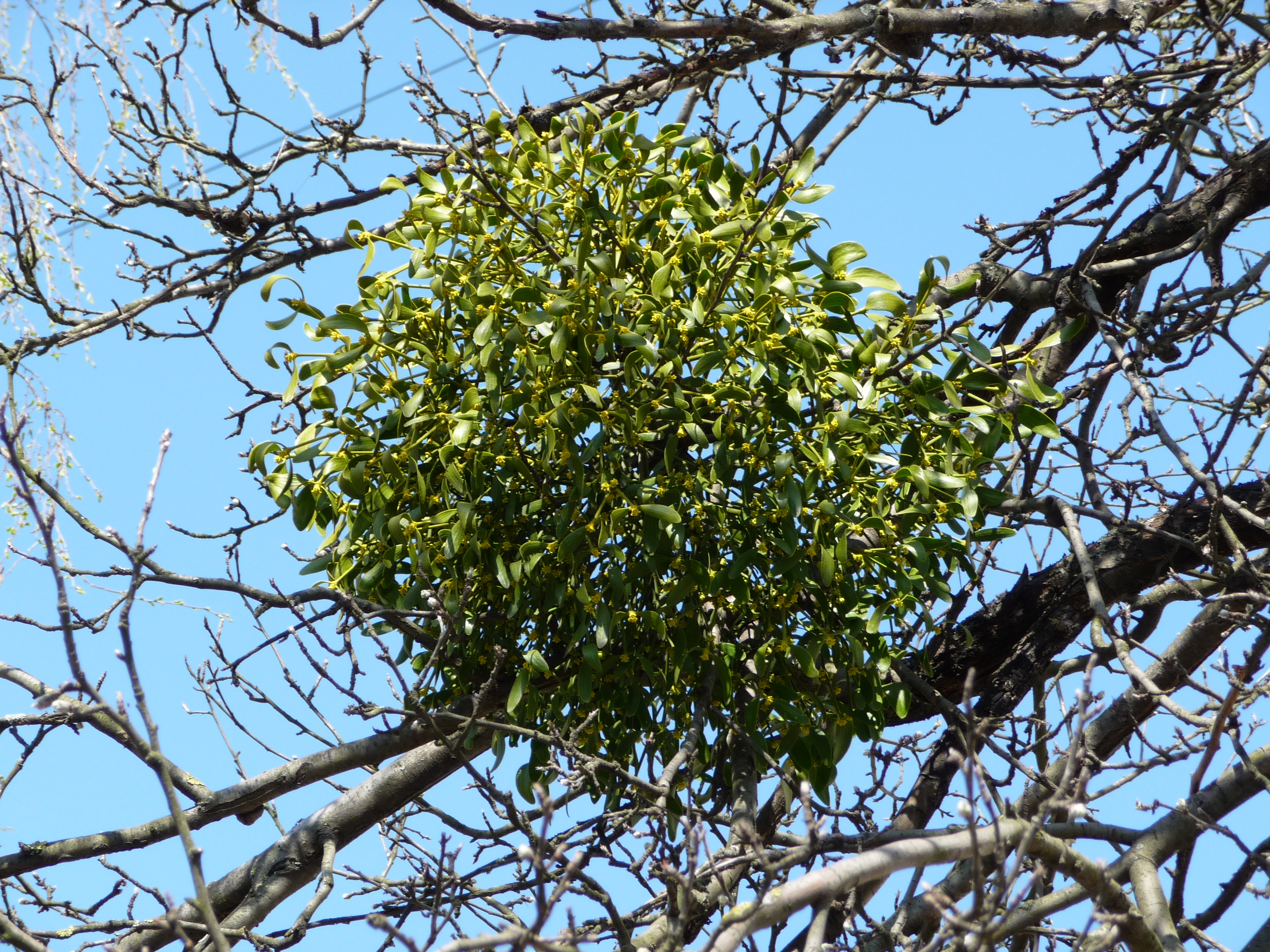
Maretak (Viscum album) in een appelboom
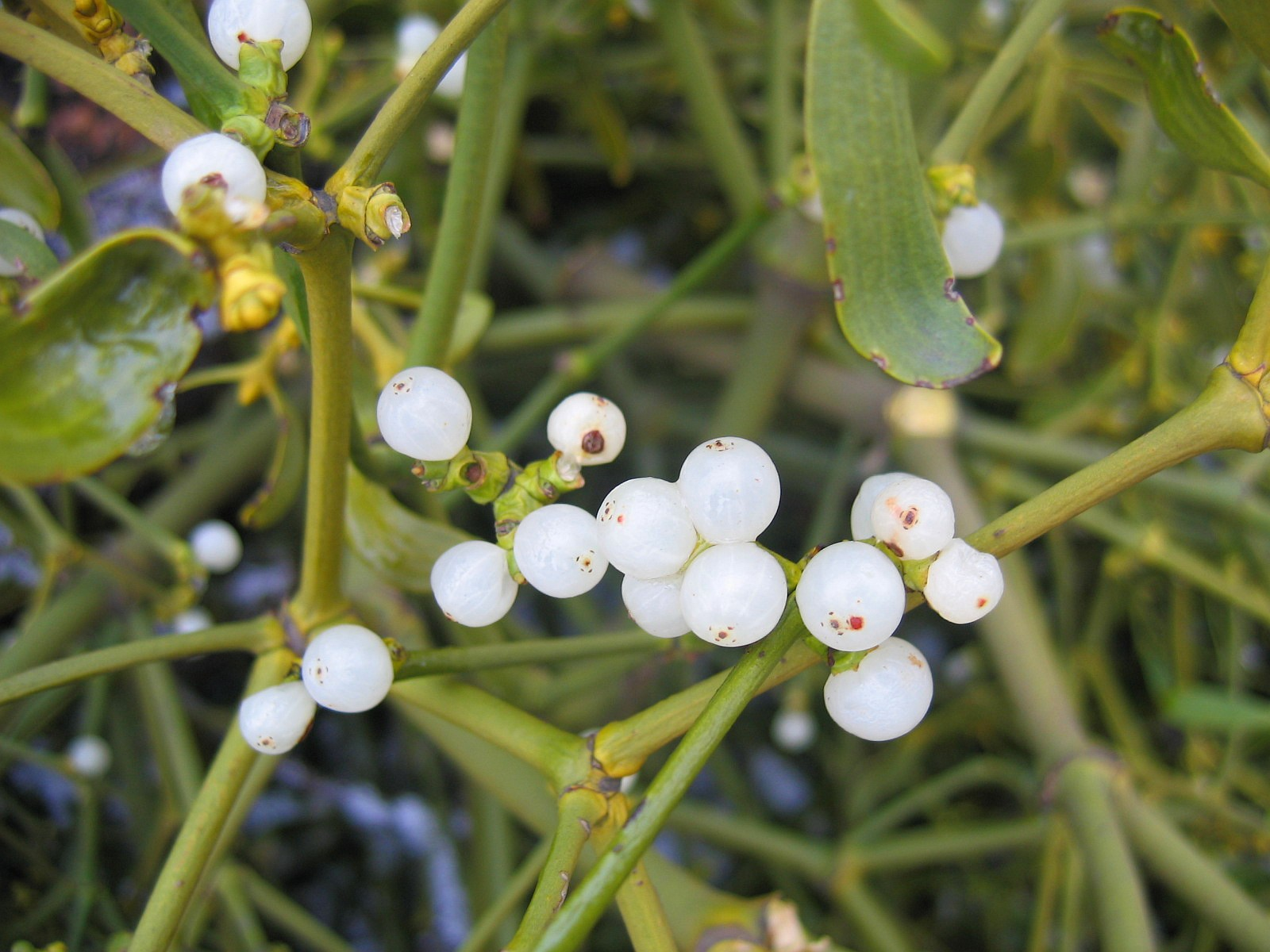
Maretak, vruchten
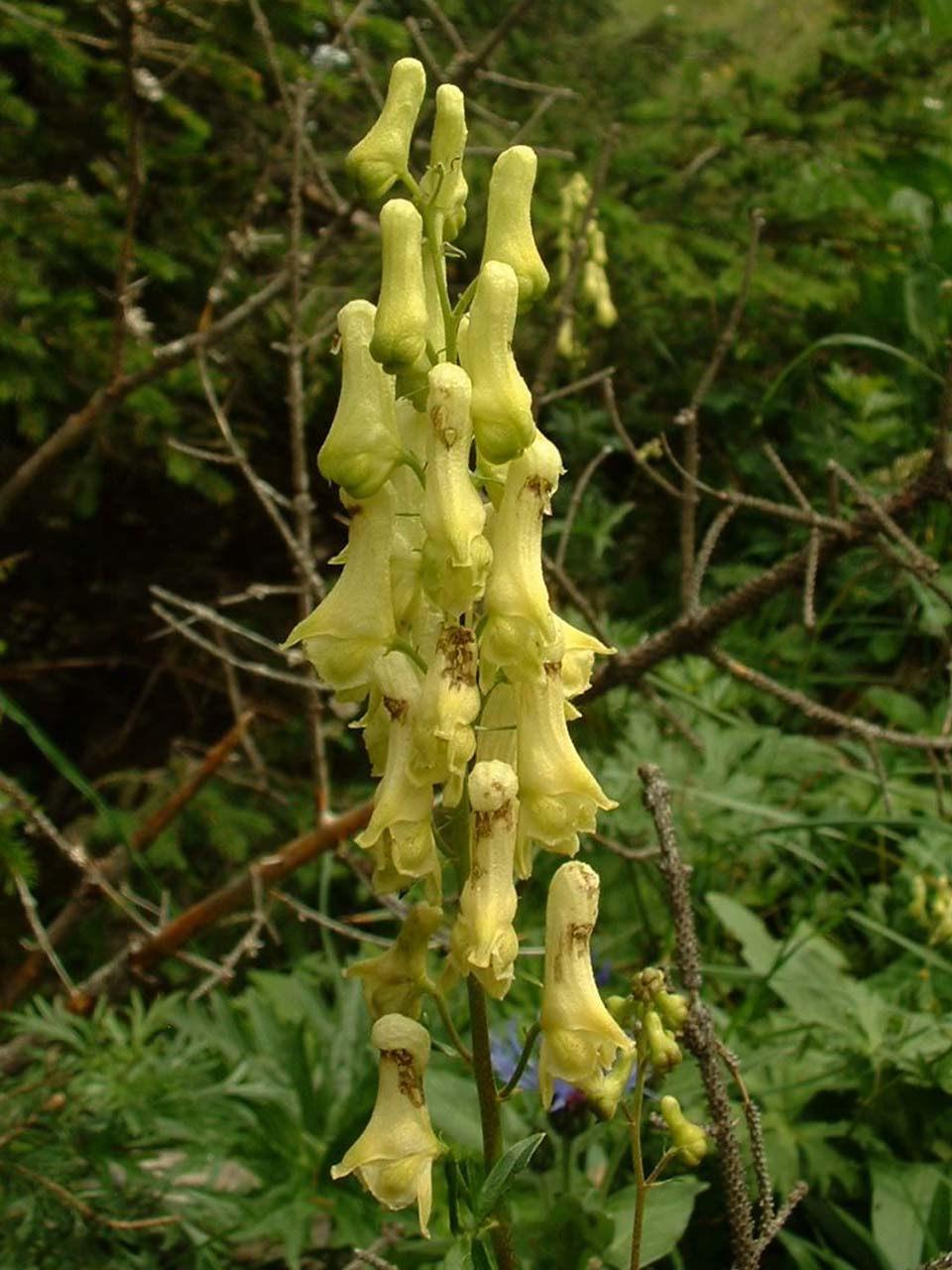
Gele monnikskap (Aconitum lycoctonum)
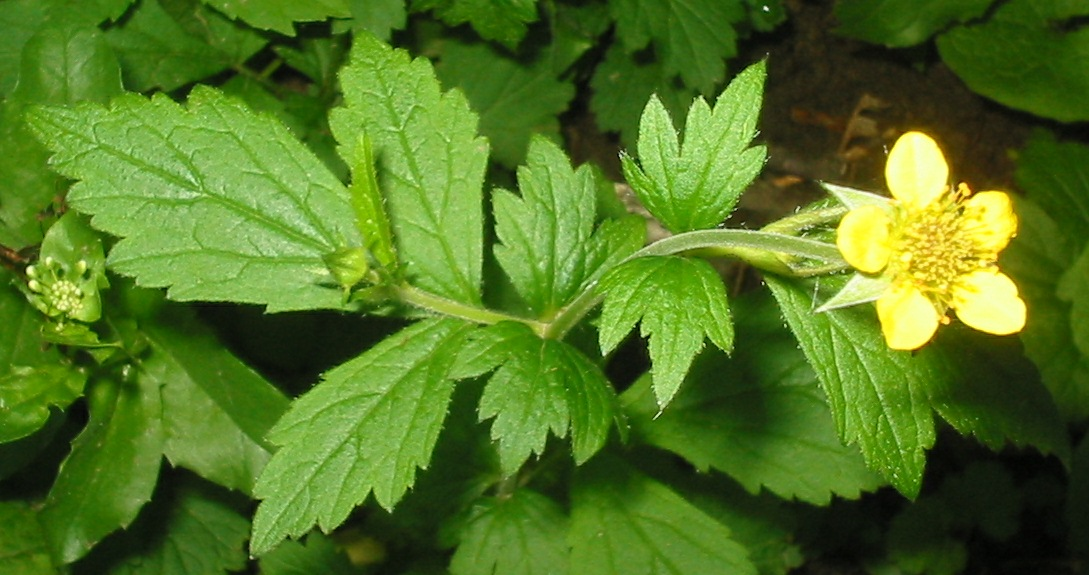
Geel nagelkruid (Geum urbanum)
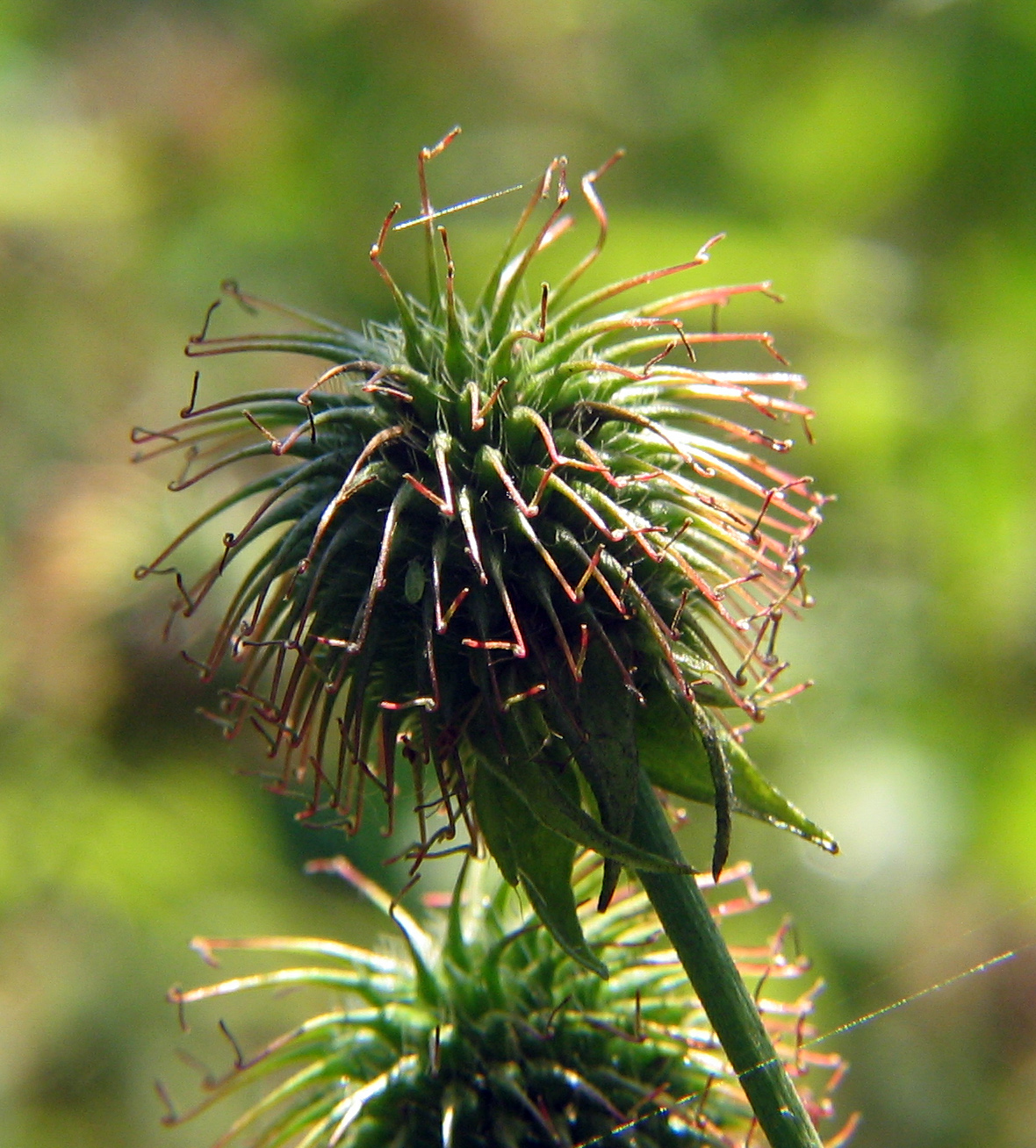
Geel nagelkruid, vrucht
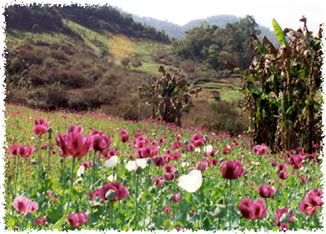
Slaapbollen in myanmar (Papaver somniferum)
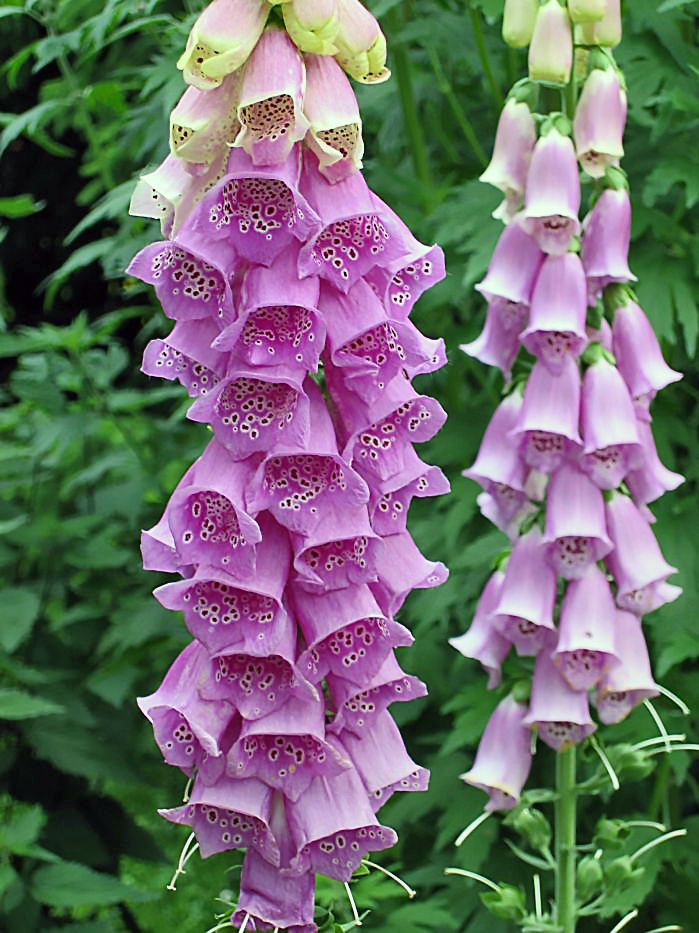
Vingerhoedskruid (Digitalis purpurea)
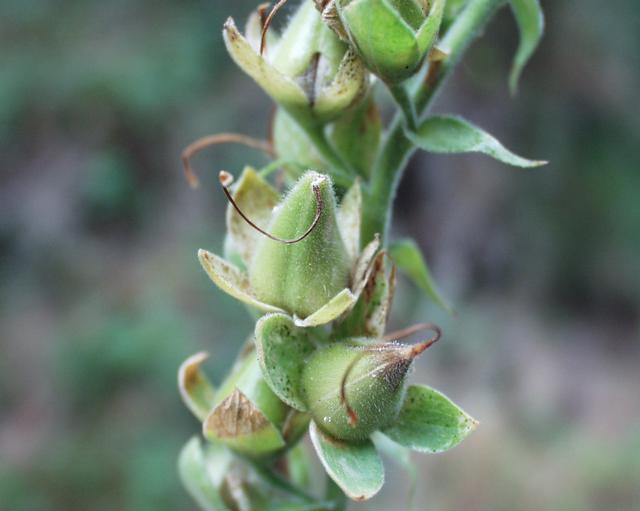
Vingerhoedskruid, vruchten
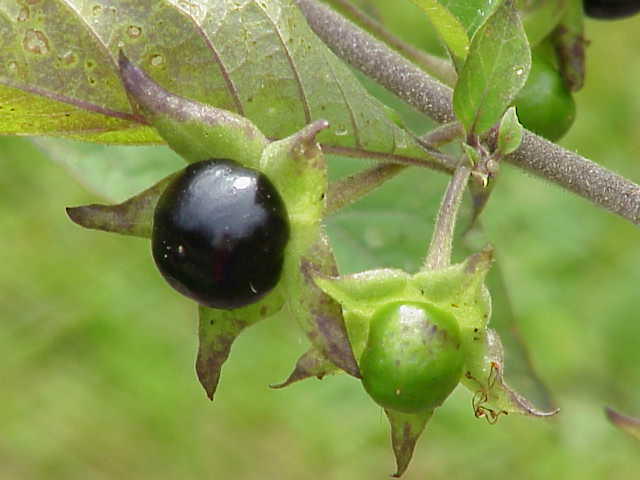
Wolfskers (Atropa belladonna), vruchten
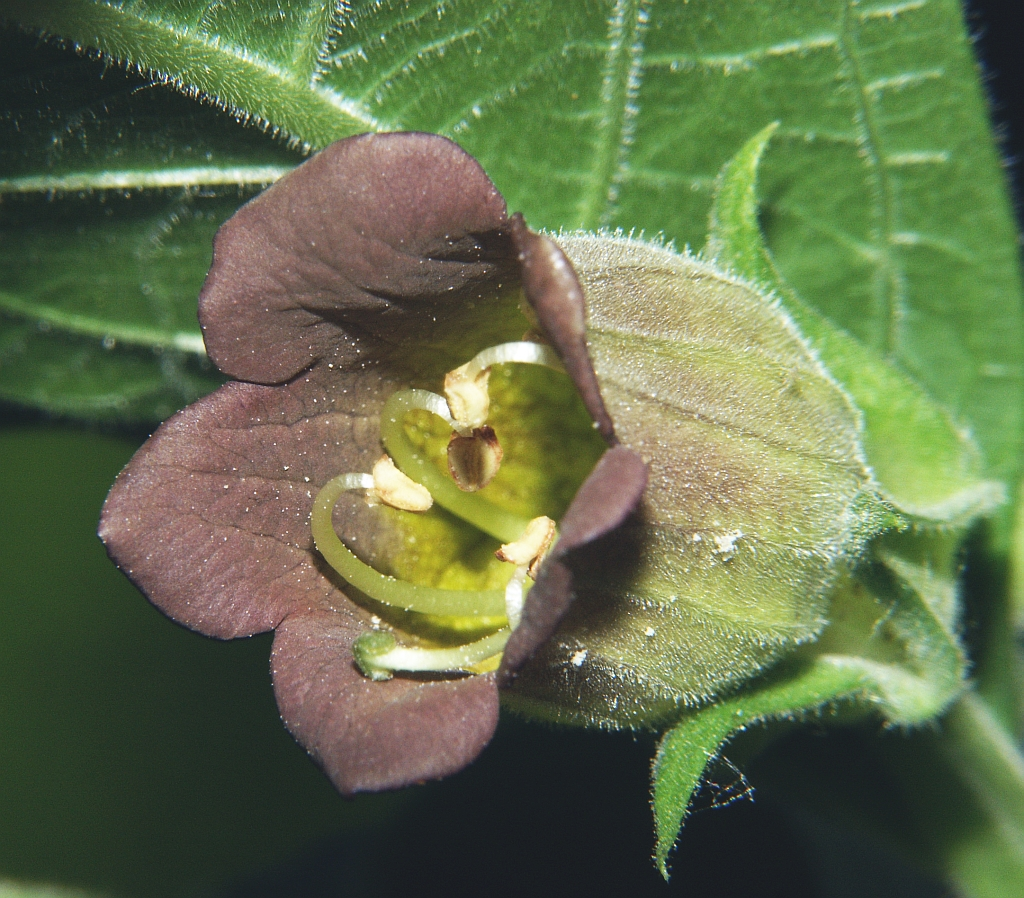
Wolfskers
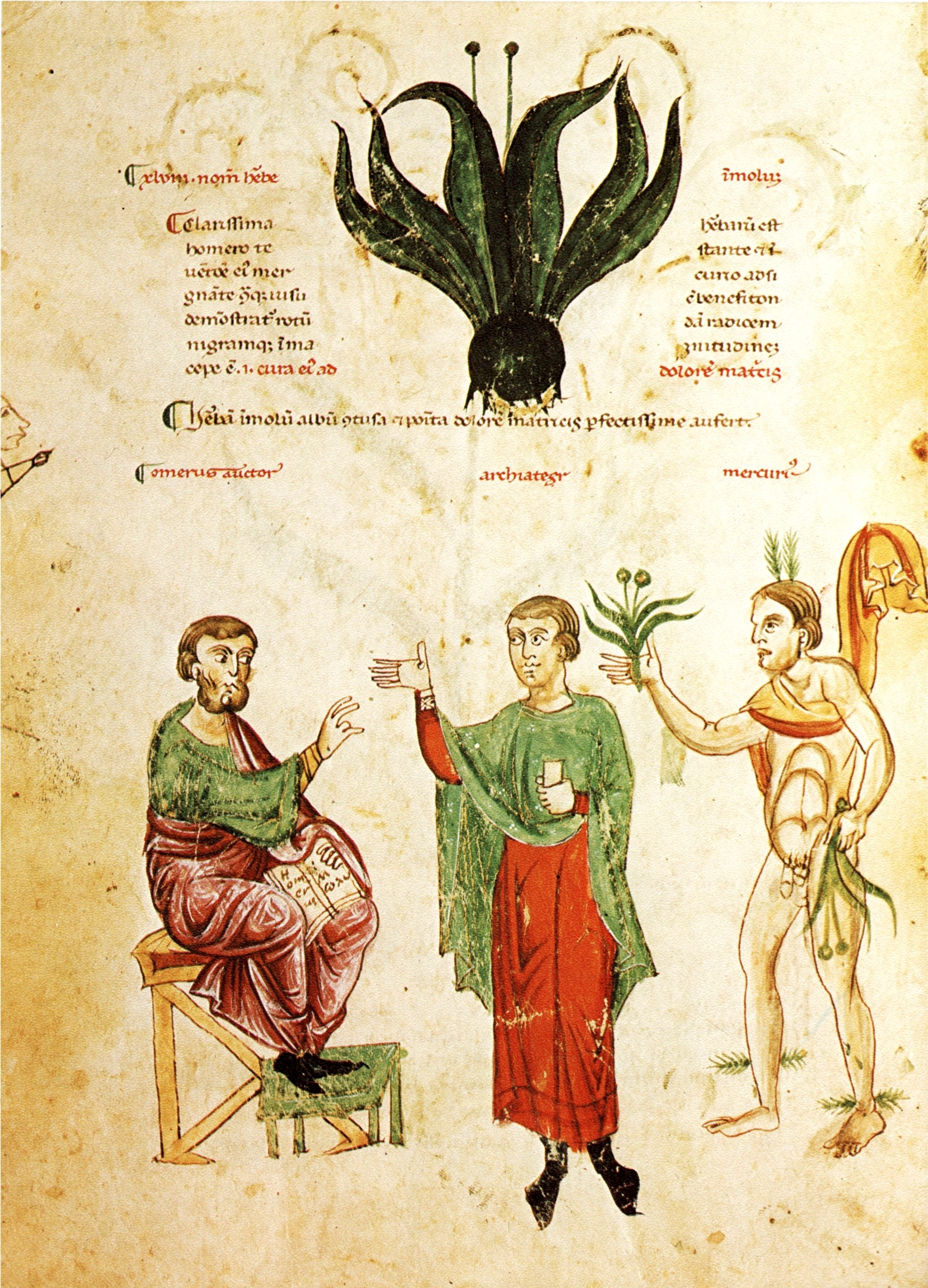
Een afbeelding met het kruid moly, Homerus, een arts en Mercurius, Codex Medicina Antiqua, 13e eeuw
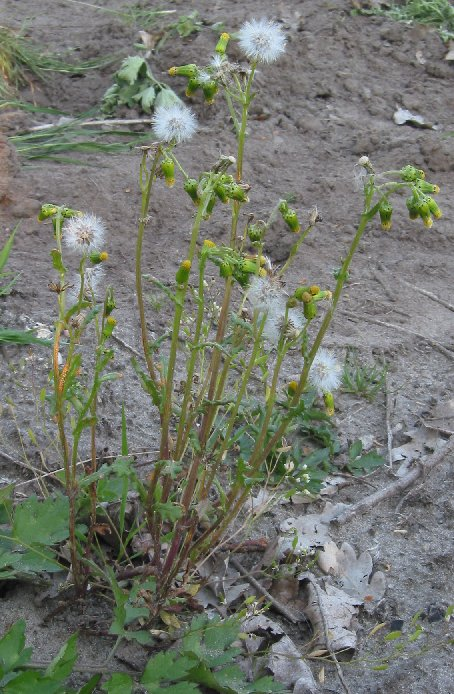
Klein kruiskruid (Senecio vulgaris)
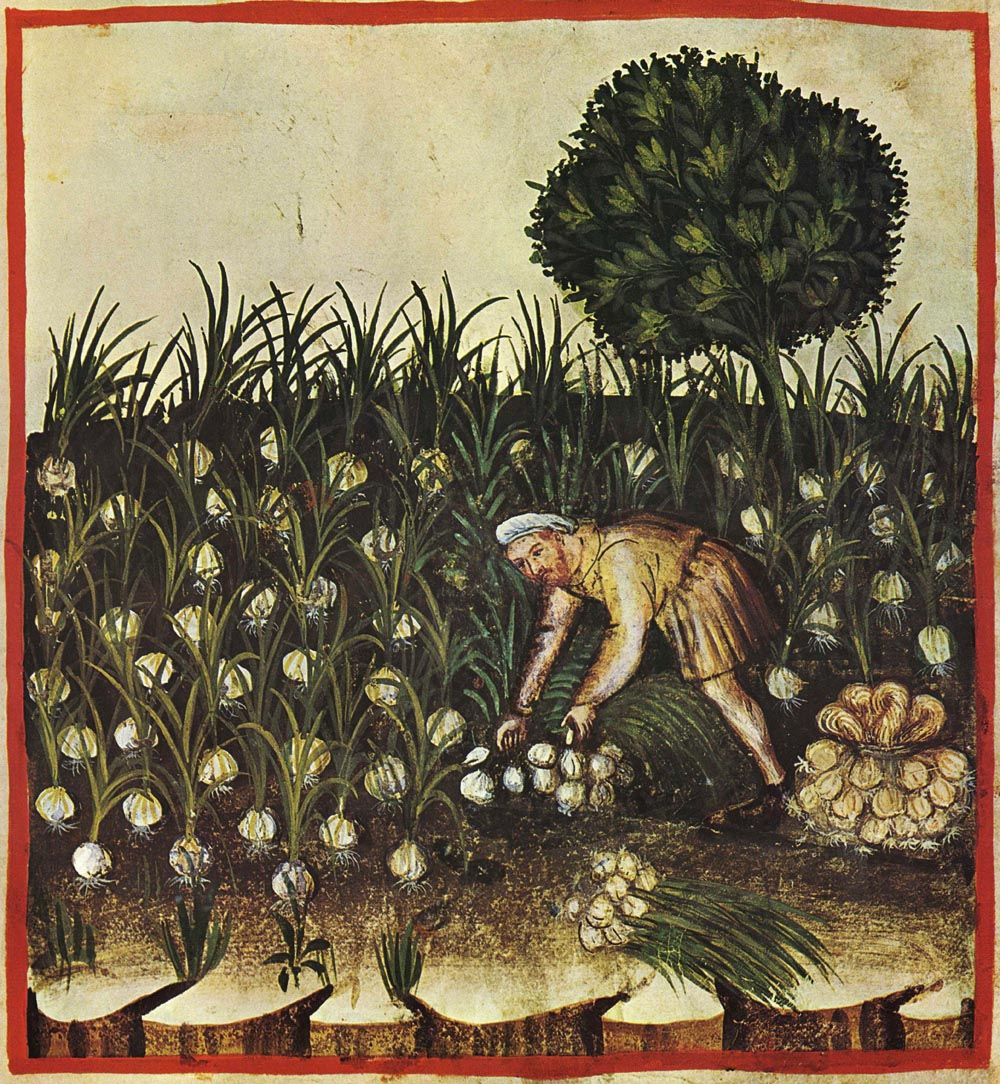
Het plukken van knoflook, 14e eeuw
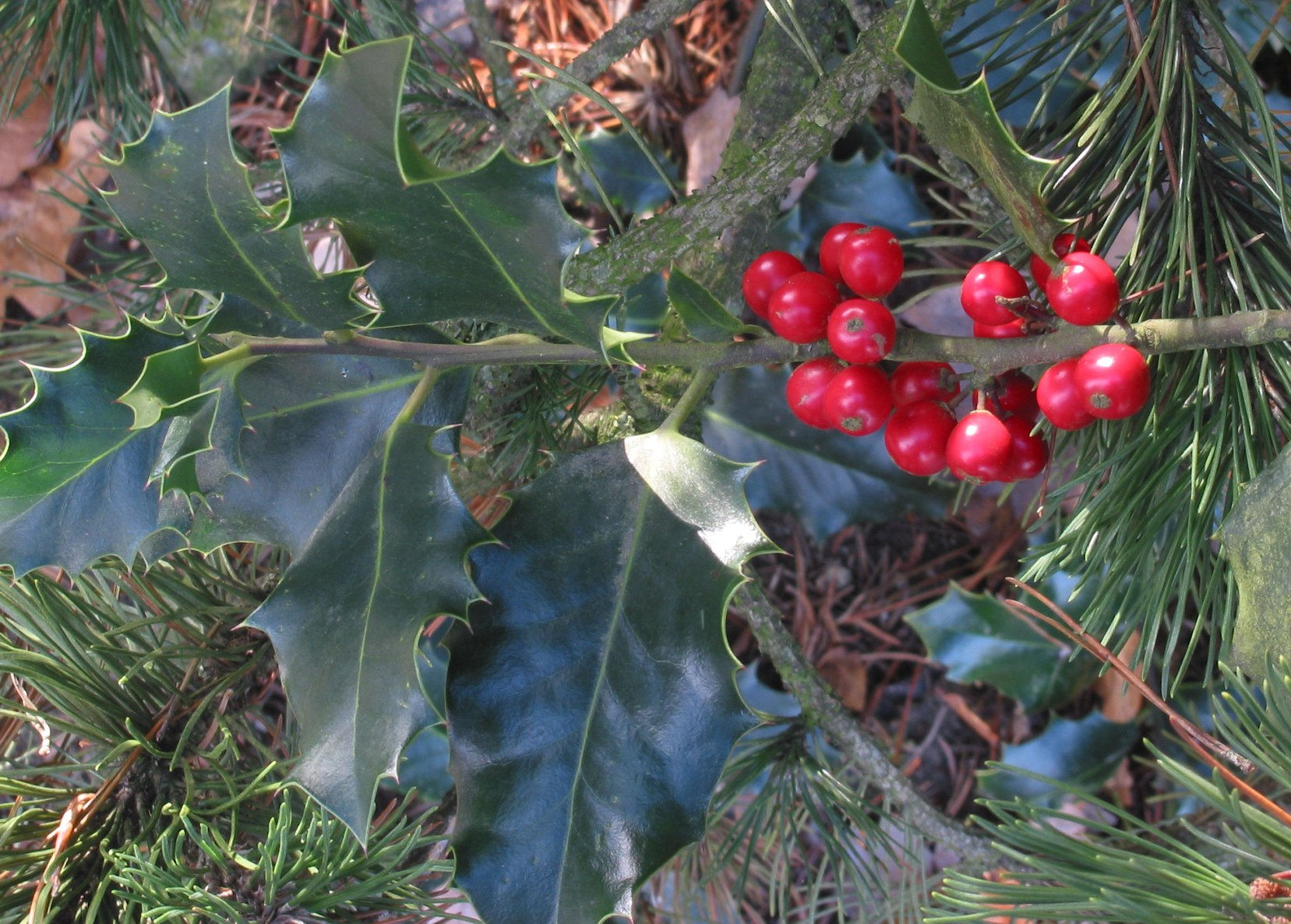
Hulst (Ilex aquifolium) wordt gebruikt in kerstversieringen

## Lijst van afweerkruiden
Afweerkruiden werden op verschillende wijze gebruikt. In bepaalde gevallen droeg de gebruiker de plant bij zich. In andere gevallen werd de plant naast de voordeur gehangen, in schoenen gedragen, boven het bed gehangen, onder een kussen gedaan, etc. Zie ook amulet. Nog altijd worden deze gebruiken toegepast; zo wordt hulst gebruikt in kerstversiering.
- Blauwe knoop (Succisa pratensis)
volgens een oude sage zou de duivel woedend zijn geweest over de geneeskrachtige eigenschappen van de plant en daardoor een stuk van de wortelstok hebben afgebeten: de wortelstok van de blauwe knoop heeft een ietwat ongewone vorm. Ook in de naam van deze plant in andere talen is deze sage terug te vinden.
- Boerenwormkruid (Tanacetum vulgare)
Volgens een Griekse mythe werd het kruid gebruikt om Ganymedes onsterfelijk te maken, nadat Zeus een oogje op hem had laten vallen. De plant zou afweer bieden tegen hekserij, spoken en onweer.
- Duizendblad (Achillea millefolium)
De plant moest onder de dorpel van het huis worden neergelegd om bescherming te bieden tegen spoken en de duivel.
- Duizendguldenkruid (genus Centaurium)
Volgens volksgeloof zou het kruid bescherming bieden tegen boze geesten. Ook zou het dragen van het kruid in de beurs maken dat deze nooit leegraakte.
- Echte kamille (Matricaria recutita)
In het volksgeloof in de Middeleeuwen was de werking van de plant het grootst als hij voor Sint-Jan werd geplukt; na die datum zou hij schadelijk zijn bij gebruik, omdat hij door heksen zou zijn besprenkeld. Als afweerkruid zou de plant heksen verjagen als hij aan het huis werd gehangen.
- Goudsbloem (Calendula officinalis)
- Grasklokje (Campanula rotundifolia)
Volgens een oud volksgeloof trekt het plukken van deze bloem onweer aan.
- Hemelsleutel (Sedum telephium)
- Herfsttijloos (Colchicum autumnale)
In de volksgeneeskunde werd de plant gebruikt tegen geelzucht. In de Middeleeuwen werd de plant gezien als een toverkruid. Het dragen van de knol zou bescherming bieden tegen tandpijn en de pest.[2]
- Hulst (ook wel "kerstdoorn")
Volgens het volksgeloof beschermt hulst tegen blikseminslag en tegen vijandige machten zoals demonen en heksen. Hulst wordt nog steeds gebruikt in kerstversieringen.
- Klavertjevier (Oxalis deppei)
brengt geluk (zie ook amulet)
- Klein kruiskruid (Senecio vulgaris)
werd in de wieg gelegd om de baby te beschermen.
- Knoflook (Allium sativum)
"Lauk" komt voor in de Edda, werd in de Middeleeuwen geacht de duivel en heksen weg te houden en te beschermen tegen de pest. Knoflook kan bacteriëndodend werken dankzij de component allicine. Staat vooral bekend als afweermiddel tegen vampiers.
- Lievevrouwebedstro (Galium odoratum)
- Lijsterbes (Sorbus aucuparia)
bij de druïden had de lijsterbes een voorspellende waarde. Vuren van lijsterbessenhout werden gebruikt om geesten op te roepen. Behekste paarden kunnen in bedwang gehouden worden met een zweep van lijsterbessenhout. De lijsterbes is een afweer tegen boze geesten.
- Maagdenpalm (Vinca)
- Sempervivum (ook wel "huislook" of "donderblad")
op het dak beschermde deze plant het huis tegen blikseminslag
- Sint-Janskruid (Hypericum perforatum, bijnaam "jaag den duvel")
wordt verantwoordelijk gehouden voor de antidepressieve effecten, wordt ook gebruikt als middel tegen stress en slapeloosheid, in de oudheid werd Sint-Janskruid gebruikt bij brandwonden, in de vorm van sint-jansolie kan het gebruikt worden tegen brandwonden en zonnebrand.
- Vlasbekje (Linaria vulgaris)
kinderen werden gewassen met een aftreksel van de plant om hen zodoende te beschermen tegen betovering.[3]
- Vlier (Sambucus)
Gewone vlier (Sambucus nigra) had in de Middeleeuwen de reputatie dat hij beschermde tegen hekserij, aan de bloesem van de vlier worden voorspellende krachten toegeschreven, in Midden-Europa hangen jonge meisjes in de nacht van 21 juni een bloeiende vlierbloesem achter het bed (hierdoor zal hun toekomstige echtgenoot zich in hun droom openbaren).

## Zie ook

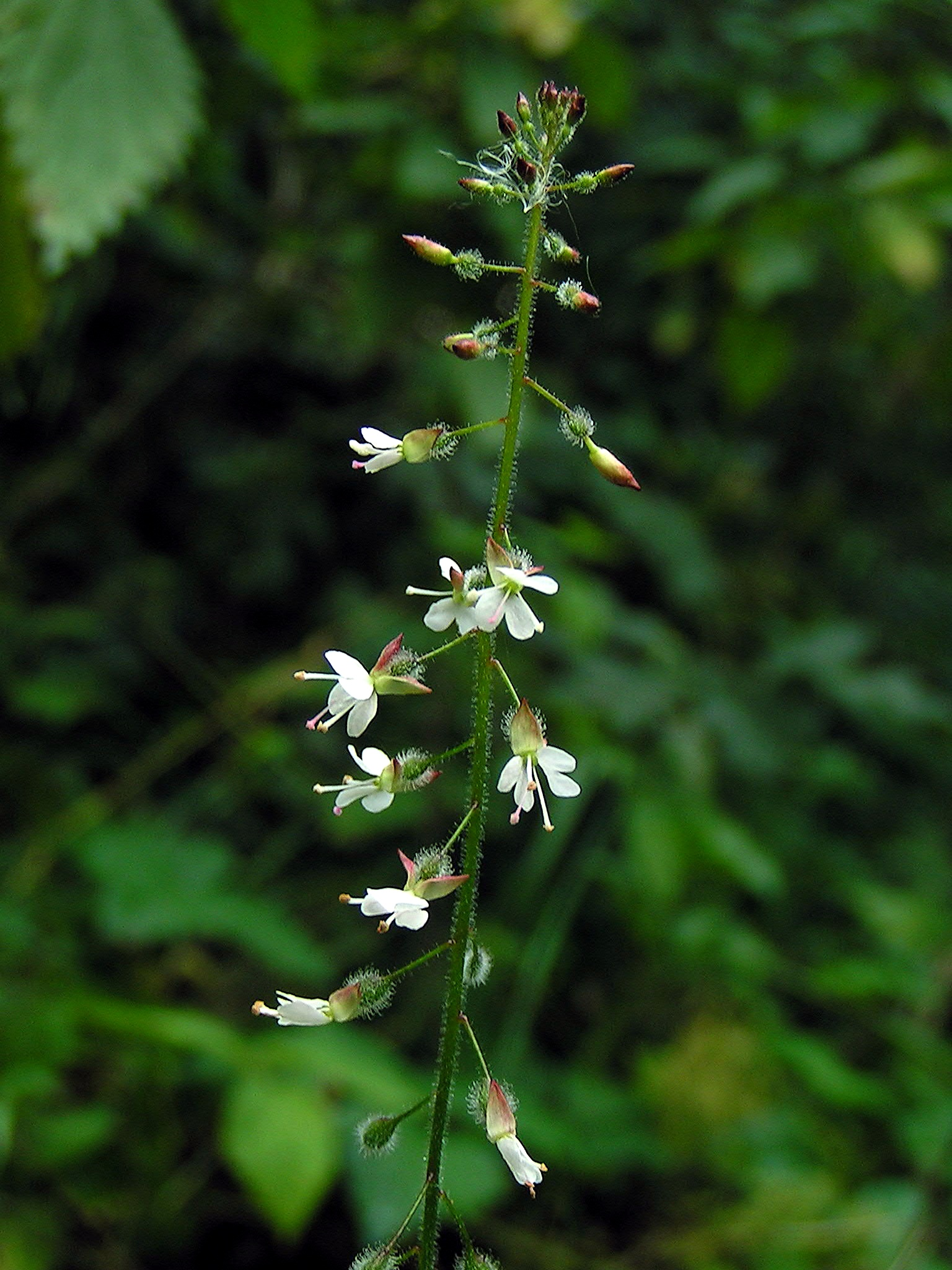
Heksenkruid (geslacht)

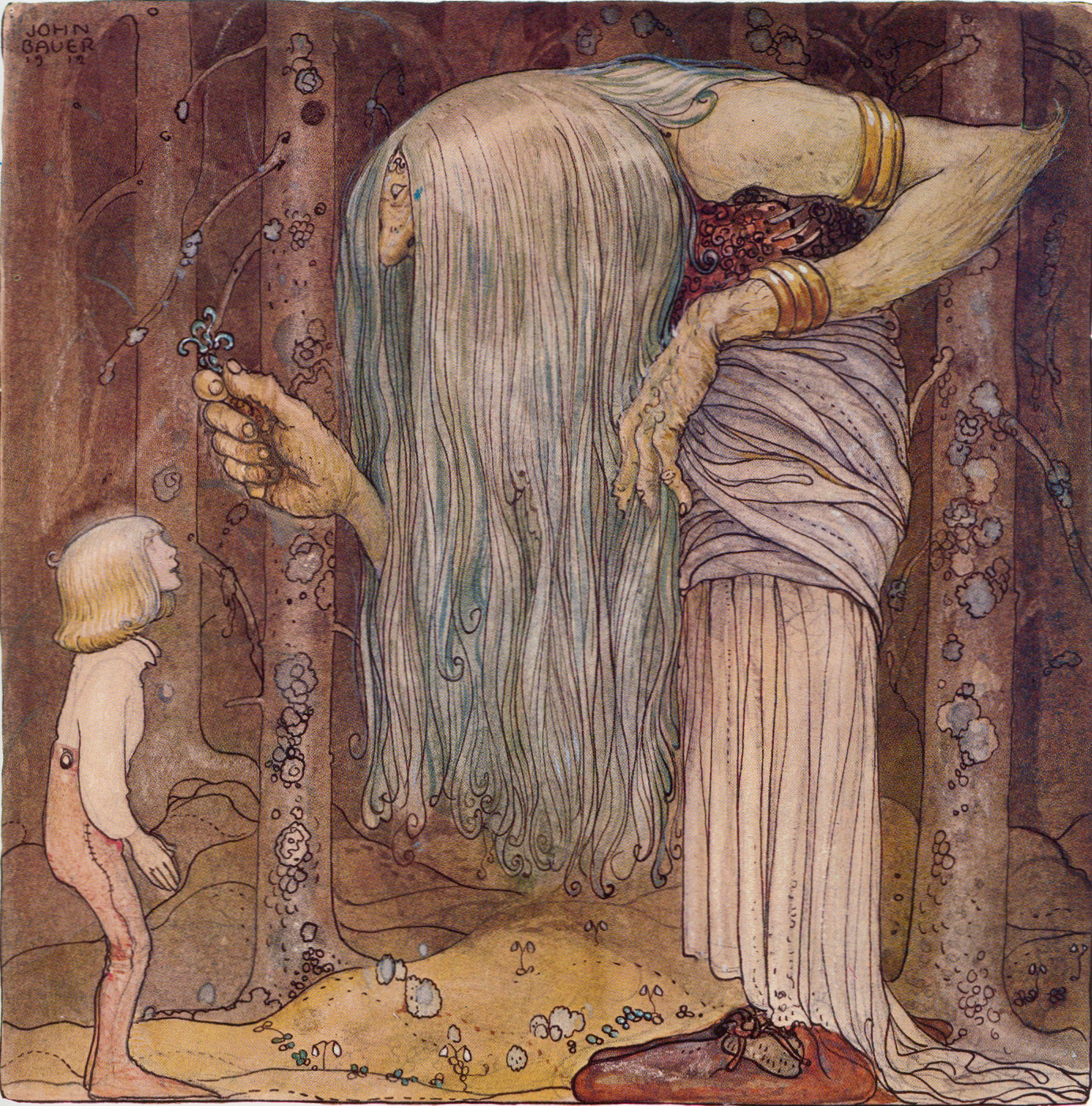
Here is a piece of a troll herb which nobody else but me can find, John Bauer, 1912